# آترا-هاسیس
آترا-هاسیس (اکدی: 𒀜𒊏𒄩𒋀، آوانگاری: Atra-ḫasīs)، آترام-هاسیس یا بنا به واژگان آغازینِ متن «وقتی که خدایان انسان بودند»، حماسه‌ای از ادبیات متأخر بابلی باستان است که تاریخ بشریت را از آفرینش تا طوفان بازگو می‌کند. چهار نسخه از این داستان به دست آمده که قدیمی‌ترین آن به قرن هفده پیشا دوران مشترک تعلق دارد. روایت همین متن از «طوفان» است که شاعر حماسه گیلگمش به عنوان منبعی برای روایت خودش از اسطوره «طوفان» به کار برد. علاوه بر آن، الگویی چشمگیر برای داستان طوفان نوح در کتاب مقدس می‌شود. بررسی تطبیقی متن‌های خاور نزدیک دربارهٔ طوفان با روایت طوفان در کتاب مقدس، معمولاً منجر به روشن شدن آنچه که در هر متن یگانه است، می‌شود. روش علمی تطبیقی نه فقط شباهت متن‌ها بلکه بی‌شباهتی‌ها را نیز مشخص می‌کند. تصنیف‌گر سفر پیدایش (باب ۱ تا ۹)، چارچوبی حداقل به قدمت آترا-هاسیس را به کار گرفته و کیهان‌شناسی و تاریخ آغازین انسان را بازتعریف کرده است.
نام آترا-هاسیس به معنای «بسیار خردمند» است. در  حماسهٔ آترا-هاسیس، انلیل از هیاهوی بی‌امان آفرینش جدید (انسان) به ستوه آمد و عذاب نازل کرد. ائا راه رهایی انسان را به آترا-هاسیس نشان داد. در پایان، انلیلِ خشمگین راه حلِ نهایی را برگزید: او «طوفان» را نازل کرد تا بشریت یکسره نابود شود. راه حل نهایی انلیل، خدایان را به حال مرگ افکند. کِشتی بر قلهٔ کوهی بلند نشست؛ بوی خوش پیشکش آترا-هاسیس به آسمان رفت و خدایان — خشکیده‌لب و در گرسنگی نشسته بودند — به غذا هجوم آوردند. برای چارهٔ مشکل سر و صدای بشر، خدایان در بشر تغییراتی دادند تا دیگر نتواند مانند گذشته زاد و ولد کند. بزرگ‌ترین تغییر آن بود که خدایان، پایانی برای طول عمر انسان قرار دادند.
زبان اکدی زبانی سامی است که از حدود سال ۲۵۰۰ پیش از دوران مشترک تا آغاز دوران مشترک، در بابِل و آشور به آن گویش و مکتوب می‌شد. از زمان رمزگشایی زبان اکدی در سال ۱۸۵۰، دانشوران به چیدن پازل‌های این ادبیات فراموش‌شده مشغول شدند. نتیجهٔ این فرایند، بازیافت داستان‌ها، شعرها و فرم‌های هنری بود که یک هزار سال قدیمی‌تر از آثار هومر یا کتاب مقدس بودند. فصل جدیدی برای آغاز ادبیات جهان شکل گرفت. یکی از درون‌مایه‌های اصلی آترا-هاسیس رقابت خدایان است؛ درون‌مایهٔ مهم دیگر، رابطهٔ نابرابر خدایان و بشریت است.
در منابع گوناگون بین‌النهرین باستان، به سومری و به اکدی، چنین آمده که بابلیان اعتقاد داشتند هدف از آفرینش بشر، خدمت به خدایان بوده است. پیش از آفرینش انسان، شهرهای بین‌النهرین سفلی توسط تنها ساکنانش (خدایان) پر شده بود و آنها باید با کارِ خود، خوراک و پوشاک را فراهم می‌کردند. خدایان خُرد تحت نظارت انلیل، خوراک خدایان بزرگ را کشت و برداشت می‌کردند. در نهایت، کار بیش از حد توانشان شد و سر به شورش گذاشتند. انکی نخستین تکنولوژی را طراحی کرد تا جایگزین نیروی کاری از گِل ایجاد شود. در شعر آترا-هاسیس، یوغ و سبد خاک نماد باری است که انلیل بر بشریت تحمیل کرده است. زندگانی طولانی این ایدئولوژی، از حداقل هزاره سوم پیشا دوران مشترک تا آمدن اسلام (مدتها پس از نابودی تمدن بابل)، در سوره ۵۱ قرآن نمایانگر است که مشخصا اعتقاد قدیمی را رد می‌کند.
به روایت این حماسه، گِلی را که ائا به عنوان ماده خامِ آفرینش انسان آماده می‌کند، با آمیخته شدن با خون یک خدا جاندار می‌شود. آن خدا رهبر شورشگران بود، سرشت ذاتاً سرکش و نافرمان انسان که در این اسطوره آفرینشِ وی خلاصه شده است بر سنتی از تاریخ نخستین انسان نیز اثر گذاشته است. اسطوره وحشیگریِ نخستینِ انسان در تضاد با سنتی قرار می‌گیرد که در آن، بشریت برای به دست گرفتن ابزاری خلق می‌شود که پیش از آن در اختیار خدایانِ ساکن در شهرها بوده است. طبق اساطیر بابلی، خدایان تمدن بشریت را ایجاد کردند و پادشاهی را از آسمان فرو فرستادند. در این میان، ائا نقش مهمی دارد که «هفت فرزانه» را به همراه همه هنرها و صنایع زندگی شهری به اریدو و سایر شهرهای نخستین فرستاد. آنها موجوداتی بودند که در سرآغاز حماسه گیلگمش شهر اوروک و دیوار آن را بنیاد گذاشتند: « «هفت فرزانه» پی‌ریزی‌هایش را بنیاد نریختند؟»

## ادبیات اکدی
زبان اکدی زبانی سامی است که از حدود سال ۲۵۰۰ پیش از دوران مشترک تا آغاز دوران مشترک، در بابِل و آشور به آن گویش و مکتوب می‌شد. ادبیات اکدی بر روی لوح‌های گِلی به دست آمده که در خرابه‌های کاخ‌ها، معابد و خانه‌های شخصی در بین‌النهرین یافت شده‌اند. از زمان رمزگشایی زبان اکدی در سال ۱۸۵۰ دوران مشترک، دانشوران به چیدن پازل‌های این ادبیات فراموش‌شده مشغول شدند. نتیجهٔ این فرایند، بازیافت داستان‌ها، شعرها و فرم‌های هنری بود که یک هزار سال قدیمی‌تر از آثار هومر یا کتاب مقدس بودند. فصل جدیدی برای آغاز ادبیات جهان شکل گرفت. جدا از چالش‌های بسیار برای خواندن این ادبیات (لوح‌های شکسته و ناقص) از زبان اکدی نیز نسبت به زبان یونانی و زبان عبری درک کمتری وجود دارد.
یکی از سوژه‌های مهم در ادبیات اکدی، پادشاهی و کردار پادشاهان است. موفقیت، شکست، ثروت و رنج‌های پادشاهان ارزش داستان‌گویی بیشتری دارد تا تجربه‌های سایر انسان‌ها. داستان‌های خدایان و پادشاهان در چارچوب فرهنگی روایت می‌شود که ارزش هنری کمی برای زمان حال و تجربهٔ فعلی قائل است: احساس مکان و گذر زمان در آن غایب است. اما از دیدگاه دیگر، در این آثار عقاید مذهبی باستانی، اساطیر و نیز ایدئولوژی سیاسی (حاکمان چگونه باید عمل کنند و اتباعشان چه دیدگاهی باید به آنان داشته باشند) وجود دارند. بافتار اجتماعی و فرهنگیِ اکثر ادبیات اکدی ناشناخته است.

## شخصیت آترا-هاسیس
آترا-هاسیس (انسان خردمندی که کشتی ساخت و بشریت را از نابودی نجات داد) شخصیتی در دوره باستان است که سنت‌های ادبی و دینی گوناگون به آن اشاره کرده‌اند. در زبان‌های گوناگون با نام‌ها و لقب‌های مختلف شناخته شده است که گسترهٔ پنج هزار ساله‌ای را در بر می‌گیرد. در ادبیات بین‌النهرین، او بازماندهٔ «طوفان» است که خدایان بزرگ، گونه‌ای از جاودانگی را به او و همسرش می‌بخشند. بنا بر نسخه‌ای از فهرست پادشاهان سومری، در سال‌های پیش از آن که طوفان زمین را فرا بگیرد، اوبار-توتو (که در حماسه گیلگمش به عنوان پدر آترا-هاسیس از او یاد می‌شود) پادشاه شهر شوروپاک است. در نسخه‌ای دیگر از فهرست پادشاهان سومری، آترا-هاسیس که با نام سومری‌اش (زیوسودرا) ذکر شده، خودش بر شهر شوروپاک حاکم است و پیش از او پدرش که همنام با شهر، «شوروپاک» خوانده می‌شود حاکم بود. قطعه «تعالیم شوروپاک» که در ادبیات حکمت دسته‌بندی می‌شود بر الواحی از اوایل هزاره سوم پیش از دوران مشترک به دست آمده است. این متن شامل نصیحت شوروپاک فرزانه به پسرش زیوسودرا است.
آترا-هاسیس به معنای «بسیار خردمند» است و در حماسه گیلگمش، همان اوتنپیشتی است. آترا-هاسیس، همچنین در داستان هیتی کوماربی به عنوان نام یا لقب یک انسان آمده است. به نظر استفنی دَلی، آترا-هاسیس به صورت خلاصه‌شده در نام خضر به کار رفته است و داستان خضر در یکی از داستانهای شب‌های عربی (هزار و یک شب) بازگو شده است. پژوهشگران تا به امروز نتوانسته‌اند مابین استفاده از واژهٔ آترا-هاسیس به عنوان لقب یا اسم واقعی، تفکیک ایجاد کنند. در حماسه گیلگمش قهرمان طوفان اوتنپیشتی نام دارد که ترجمه نام سومری زیوسودرا است اما در همان حال به اوتنپیشتی صفت «آترا-هاسیس» داده می‌شود (سخنان ائا پیش از طوفان در لوح XI).
چنین تصور می‌شود که یک اسطوره طوفان سومری که قطعه‌قطعه پیدا شده و تخمین زمان تألیف آن، دورهٔ بابلی باستان است بازتابِ سنتی باشد که در آترا-هاسیس و افسانه طوفان در حماسه گیلگمش دیده می‌شود. در بخش آغازین این روایت پنج شهر به خدایان حامی مرتبط منتسب می‌شوند (اریدو، لاراک، سیپار، باد-تیبیرا و شوروپاک). خدای مسوول این امر انلیل است.

## روایت طوفان در رویدادنامه

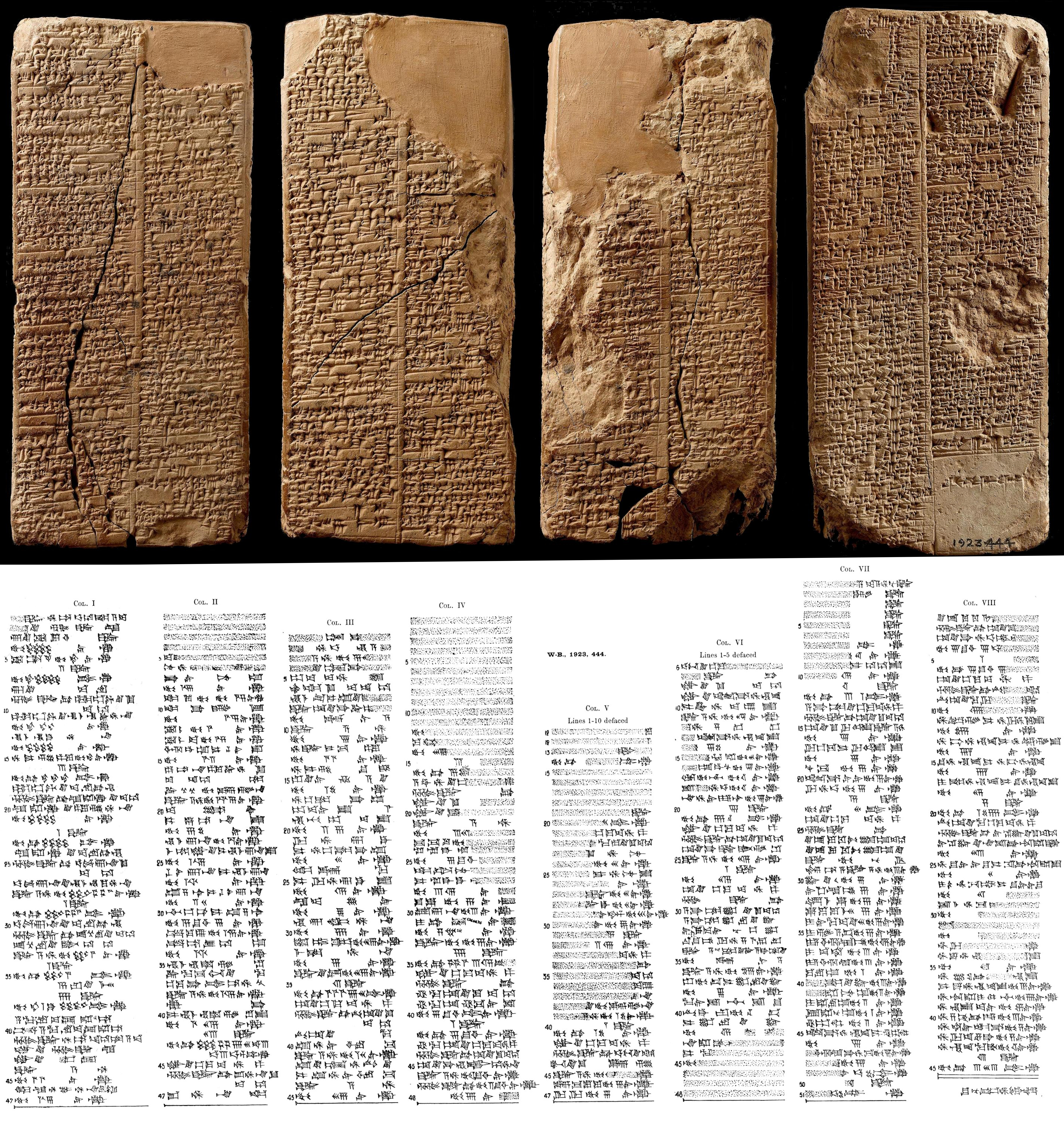
منشور ولد بلوندل

فهرست پادشاهان سومر و اکد در اوایل هزاره دوم پیش از دوران مشترک گردآوری شد. هدف از انجام این کار مشروعیت بخشیدن به پادشاهان ایسن بود که جانشین سلسله سوم اور شده بودند. ویرایشگر قصد داشت به نادرستی نشان دهد که در سراسر تاریخ، پادشاهیِ مشروعِ سرزمین به نوبت در یک شهر اقامت گزیده است. در مقدمهٔ یکی از رونوشت‌ها، پادشاهان عصر پیش از طوفان وجود داشتند و چنین آمده که «طوفان» افسانه‌ای تمدن را نابود کرد. هر دو نسخه بر اساس سنت‌های اساطیری و نیز واقعیت تاریخی شکل گرفتند. این متن در دوره بابلی باستان بخشی از ادبیات کاتبی شد. بعداً این متن گسترش یافت و به زبان اکدی ترجمه شد، آشورشناسان این نسخه را «رویدادنامه دودمانی» نامگذاری کردند. نسخهٔ اخیر تا اواخر هزارهٔ اول پیش از دوران مشترک رایج بود. در ابتدای فهرست‌ها، سالهای حکومت به شکل نامعقولی طولانی ذکر شده‌اند و نمونه‌هایی هستند از اسطورهٔ رایجی که بیانگر سالهای طولانی عمر انسانهای نخستین بود. محاسبه و ثبت طول حکومت پادشاهان، ویژگی بارز تاریخ‌نگاریِ نخستینِ بین‌النهرین بود. در نقطه‌ای از فهرست، اغراق در طول سالهای حکومت پایان می‌یابد. نخستین حاکمانِ پس از طوفان، بر اساس فهرست پادشاهان سومری، به «دودمانی از کیش» تعلق دارد.
از «رویدادنامه پادشاهی واحد» شانزده رونوشت به دست آمده که به قرن ۲۱ تا ۱۷ پیش از دوران مشترک تعلق دارند. این متن به زبان سومری نوشته شده اما برخی از نسخه‌ها را کاتبانی فراهم کردند که با زبان اکدی آشنایی بیشتری داشتند و نشانه‌های گرامری این زبان در آنان دیده می‌شود. محتوای آن تاریخ پادشاهی از ابتدا تا پایان سلسله اول ایسن (قرن هجدهم پیش از دوران مشترک) است. این رویدادنامه در میان رویدادنامه‌های بین‌النهرین بسیار بیشتر از سایرین و برای مدتهای طولانی مورد توجه بوده است. شانزده نسخه از مکان‌های گوناگون، از شوش تا شمال سوریه و از نیپور، ایسن، کیش و احتمالاً لارسا به دست آمده است. رونوشت آخر بر منشوری هشت وجهی و رونوشت شوش بر استوانه نوشته شده است. تاریخچهٔ متن نشان می‌دهد که حداقل سه سنت نسخه‌ای متفاوت وجود داشته است. گاهشماری در «رویدادنامه پادشاهی واحد» ساختگی و محاسباتِ آن خیالی است. عددهای ذکرشده برای طول سلطنت و سلسله‌ها، اغلب نمادین است و آنان را نمی‌توان واقعی در نظر گرفت.

زمانی که پادشاهی از آسمان فروآمده بود، پادشاهی در اریدو [بود]. در اریدو، آلولیم پادشاه [بود]؛ او ۲۸٬۸۰۰ سال حکومت کرد؛ آلالگار ۳۶٬۰۰۰ سال حکومت کرد؛ دو پادشاه ۶۴٬۸۰۰ سال حکومت کردند. اریدو ترک شد؛ پادشاهی آن به باد-تیبیرا منتقل شد.
در باد-تیبیرا، انمن-لو-انا ۴۳٬۲۰۰ سال حکومت کرد؛ انمن-گال-انا ۲۸٬۸۰۰ سال حکومت کرد؛ دموزی الهی، شبان، ۳۶٬۰۰۰ سال حکومت کرد؛ سه پادشاه ۱۰۸٬۰۰۰ سال حکومت کردند. باد-تیبیرا را ترک کردم؛ پادشاهی آن به لاراک منتقل شد.
در لاراک، ان-سیپازی-انا ۲۸٬۸۰۰ سال حکومت کرد؛ یک پادشاه ۲۸٬۸۰۰ سال حکومت کرد. لاراک را ترک کردم؛ پادشاهی آن به سیپار منتقل شد.
در سیپار، انمن-دور-انا پادشاه بود؛ او ۲۱٬۰۰۰ سال حکومت کرد؛ یک پادشاه ۲۱٬۰۰۰ سال حکومت کرد. سیپار را ترک کردم؛ پادشاهی آن به شوروپاک منتقل شد.
در شوروپاک، اوبار-توتو پادشاه بود؛ او ۱۸٬۶۰۰ سال حکومت کرد؛ یک پادشاه ۱۸٬۶۰۰ سال حکومت کرد.
پنج شهر؛ هشت پادشاه ۳۸۵٬۲۰۰ سال حکومت کردند. طوفان همه جا را فراگرفت. پس از آنکه طوفان همه جا را فراگرفت، زمانی که پادشاهی از آسمان فروآمده بود، پادشاهی در کیش [بود].
در کیش، گیشور پادشاه بود؛ او ۱٬۲۰۰ سال حکومت کرد؛ کولاسینا-بِل ۹۰۰ سال حکومت کرد؛ نان-گیش-لیشما ۱٬۲۰۰ سال حکومت کرد؛ ان-دارا-نا ۴۲۰ سال، سه ماه و سه و نیم روز حکومت کرد…

«زمانی که پادشاهی از آسمان فروآمد، پادشاهی در کیش بود»: قدیمی‌ترین نسخه از «رویدادنامه پادشاهی واحد» اینگونه آغاز می‌شود. سه گزارهٔ پرمعنا در این روایتِ اسطورهٔ موجز وجود دارد: نظام سیاسی هدیه‌ای از خدایان به انسان‌ها بود؛ این نظام ماهیتاً پادشاهی بود؛ و این پادشاهی باید در یک مکان ظاهر می‌گشت، نخستین ظهور آن در کیش بود.
همه جوامع باید بتوانند به نظمی متوسل شوند که به وجود آنها مشروعیت می‌بخشد. این نظم باید در روایتی اعلام شود که آن نظم با توافق مشترک مبنایش باشد. روایت ممکن است به شکل اسطوره باشد، ابزاری فکری که در یک فرمِ در عین حال نمادین و ملموس، چارچوبی برای مفاهیم سیاسی و اجتماعی فراهم می‌کند. این چارچوب مفاهیم، به نهادها، عادت‌ها و آداب و رسوم، با قدرت نام‌گذاری و طبقه‌بندی خود اعتبار می‌بخشد. مردم بین‌النهرین اعتقادات چند خدایی داشتند، جهان آنها دنیایی مسحور شده و مملو از خدایان بود؛ بنابراین، وقایع‌نگار به‌طور طبیعی تصمیم گرفت راه‌حل‌هایش را برای مشکلات پیش روی خود، از طریق اسطوره و با اشاره به خدایان ارائه دهد.
بنابراین، این تصنیف دربرگیرندهٔ تاریخ بین‌النهرین نیست بلکه وقایع‌نامه قدرت سلطنتی است. در همان حال، از آنجایی که یک اصل خاص این تعهد را حفظ می‌کرد، در خدمت حمایت از یک دکترین سیاسی بود که اصل سلطنت واحد را تأیید می‌کرد؛ بین‌النهرین همیشه یک سلطنت واحد با یک پایتخت واحد تلقی می‌شد. این نظریه گسترش پیدا کرد و نشان داد که جریان تاریخ را می‌توان همچون توالی چرخه‌های سلطنتی با مدت زمان متغیر در نظر گرفت. قدرت سلطنتی از شهری به شهر دیگر منتقل می‌شود و هر یک به نوبه خود، ظرف منحصر به فرد نهادی می‌شود که از آسمان فروآمده است.
با گذشت زمان، این اسطوره گسترش پیدا کرد و در همان رویدادنامه، تبدیل به روایت دو بار فروآمدن پادشاهی از آسمان شد. هر بار، دوره جدیدی آغاز می‌شود؛ یکبار قبل از فاجعه‌ای بزرگ و بار دیگر پس از آن. این اسطوره در شکل کاملاً توسعه‌یافتهٔ خود (اسطورهٔ جدید طوفان) چندین سنت متمایز را شامل شد. یکی از این سنت‌ها، بیانگر خشم یک خدا بر شهر روایتگر است که او آن را رها می‌کند و به نابودی می‌سپارد. این درون‌مایهٔ نسبتاً قدیمی در مرکز ژانر ادبی مرثیهٔ سومری قرار داشت. سنت دوم به پادشاهانِ پیش از طوفان می‌پرداخت و در فهرست‌های گوناگون نام آنها، شهری که بر آن حکومت می‌کردند و مدت حکمرانی آنها ذکر شده است. به نظر نمی‌رسد که این فهرست‌ها دارای یک سنت واحد بوده باشند.
آخرین سنت بر درون‌مایهٔ خوابِ دچار وقفه شدهٔ خدایان و سر و صدای متداوم انسان‌ها متمرکز بود. در چنین متن‌هایی خدایان در حال استراحت و غیرفعال هستند. فعالیت خلاقانهٔ بشریتِ پرتلاش که مستقلانه وارث روح سرکش خدایان شده و هنوز تسلیم فرمان الهی نیست، به شکلی استعاری تصویر می‌شود. در آترا-هاسیس، انلیل برای دستیابی دوباره به آرامش تلاش کرد با طوفان بشریت را نابود کند تا خاموش شوند.
پادشاهان اکد باستان (ح. ۲۴۰۰ تا ح. ۲۱۰۰ پیش از دوران مشترک) متوسل به کاتبان متخصص شدند تا با کاوش گذشته و دستکاری حافظه، بنیانی ایدئولوژیک را برای قدرت خود ایجاد کنند. «رویدادنامه پادشاهی واحد» یادبود قدرت جدید بود، گرچه هنوز در حال شکل‌گیری بود اما تاریخِ خودش را می‌نوشت. رویکردی تاریخ‌نگارانه بر تصنیف آن حاکم بود زیرا که از همان ابتدا یک دوباره نوشتن بود. رویدادنامه به پادشاهی جدید گذشته‌ای طولانی ارائه داد و زمانی که تدوین شد، تنها نیاز به آن بود که پادشاهی آن را دوباره مرسوم کند.

## نخستین پادشاه

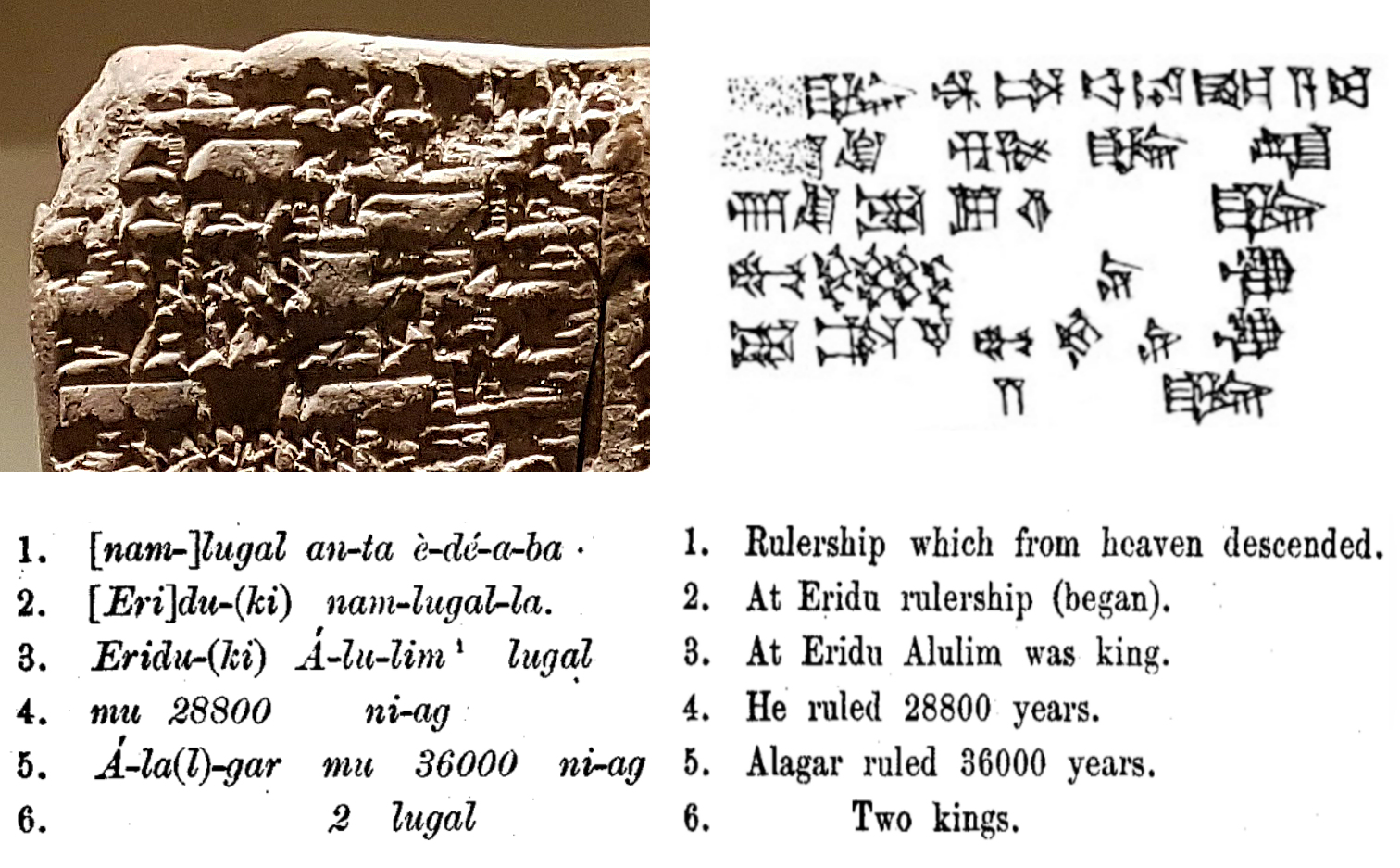
پاراگراف نخستین در منشور ولد بلوندل دربارهٔ پادشاهی آلولیم

نام آلولیم، نخستین پادشاه اساطیری، به خط میخی به صورت A2-lu-lim یا A-lu-lim نوشته شده است و بسته به علامت اول متغیر، می‌توان آن را از زبان سومری به «شاخ گوزن قرمز» یا «تخمه گوزن قرمز» ترجمه کرد. جرمیا پترسون پیشنهاد می‌کند که نام او ممکن است بازتاب این باورِ بین‌النهرینی باشد که در سپیده‌دم تاریخ (زمانی که اعتقاد بر این بود که آلولیم در آن دوران زندگی می‌کند) انسان‌ها رفتاری شبیه حیوانات داشتند؛ این موضوع در متن‌هایی مانند «گوسفند و غله» یا «چگونه غله به سومر آمد» نیز گواهی شده است. املای گواهی‌شدهٔ دیگر، آلولو، ممکن است نشان‌دهندهٔ یک شکل اکدی باشد. نام آیالو که از فهرست پادشاهان و حکیمان اوروک شناخته می‌شود (در کنار آپکالو آداپا قرار گرفته است) احتمالاً گونهٔ دیگری از این نام باشد.
آشورشناسان، آلولیم را شخصیتی خیالی در نظر می‌گیرند. اغلب اشاره‌ها به او محدود به فهرست‌های حاکمان باستانی افسانه‌ای است. سنتاً او را نخستین پادشاه بین‌النهرین می‌دانستند که سلطنتش پیش از طوفان بزرگ اساطیری بوده است. همهٔ منابع شناخته‌شده که در آنان پادشاهان آغازین را فهرست می‌کنند، مکان زندگی او را در اریدو می‌دانند، مگر آن منابعی که به هیچ شهری اشاره نمی‌کنند. این سنت بازتاب جایگاه با اهمیت، خاص و نمادین شهر اریدو است. سلطنت او به شکلی فرا طبیعی طولانی توصیف شده است. مدت پادشاهی او ضرب‌المثل تلقی می‌شد، همانگونه که منجمی به نام آشارِدو در نامه‌ای به پادشاهی نامشخص در بابل نوشته است و در آن برای پادشاه آرزو می‌کند خدایان بابل «سالهای آلولو» را به او برکت دهند.
بر اساس فهرست پادشاهان سومری، آلولیم به مدت ۲۸٬۸۰۰ سال بر جایگاه بود و پس از آن، آلالگار به مدت ۳۶٬۰۰۰ سال جایگزین او شد. معمولاً پژوهشگران محتوای فهرست پادشاهان سومری را منعکس‌کنندهٔ واقعیت تاریخی نمی‌دانند و معتقدند نمی‌توان از آن برای بازسازی گاهشماری اولیهٔ بین‌النهرین استفاده کرد. هیچ مدرکی وجود ندارد که شخصیت آلولیم از منبعِ قدیمی‌ترِ موجودی به متن فهرست راه یافته باشد. سنت متفاوتی دربارهٔ طول سلطنت او در تصنیف فرمانروایان نخستین حفظ شده است که بیانگر حکمرانی ۳۶٬۰۰۰ سالهٔ او است. به گفتهٔ ایروینگ فینکل، سایر متن‌های مشابه مدت متفاوت دیگری مانند ۳۶٬۲۰۰ (لوح BM 40565) یا ۶۷٬۲۰۰ (لوح WB 62) به دست می‌دهند.
در تصنیف فرمانروایان نخستین، قطعه‌ای که به دلیل تعداد زیادِ اشارات به دیگر آثار ادبیات بین‌النهرین مورد توجه قرار گرفته است، آلولیم در کنار و در میان شخصیت‌های معروف باستانی اتانا، گیلگمش، زیوسودرا، هومبابا، انکیدو، بازی و زیزی ذکر شده است. در این متن، آلولیم با شهرهای جنوبی در دوره بابلی باستان مرتبط است. آلولیم همچنین در طلسم‌های دورهٔ بابلی نو به عنوان «پادشاهی از پیش از طوفان» معرفی شده است. ارتباط بین آلولیم و آداپا در فهرست‌های حاکمان و حکیمان مربوطه که از دوره هلنیستی شناخته شده‌اند، به دست آمده است. این ارتباط همچنین در متن آسیب‌دیدهٔ پیشین از سلطان‌تپه گواهی شده است.
مری آر. باچوارووا خاطرنشان می‌کند که در آهنگ تولد هوری، خدای آغازین آلالو که به عنوان «پادشاه در آسمان» اصلی (پادشاه خدایان) ظاهر می‌شود، نامی شبیه آلولیم دارد. او پیشنهاد می‌کند که این متن ممکن است تحت تأثیر فهرست پادشاهان سومری بوده باشد و فرمانروایان آغازین خدایان، از سنت‌های مربوط به پادشاهان افسانه‌ای اولیهٔ بین‌النهرین الگوبرداری شده باشند. جوزجانی، نویسنده قرن هفتم هجری قمری، در روایت خود در طبقات ناصری او را با گیومرت یکی می‌داند.
یکی از لوح‌های «پیدایش اریدو» که در اور به دست آمده و در سال ۲۰۱۸ منتشر شده است، انتصاب آلولیم را توصیف می‌کند. این متنِ بازسازی‌شده نشان می‌دهد داستان طوفان شامل سبب‌شناسی منشأ نهاد پادشاهی است و این مفهوم را دربردارد که اولین فرمانروا از میان نوع بشر انتخاب شد تا شبانی باشد برای انسان‌های اولیه که هنوز مانند حیوانات بودند و در نتیجه هدایتگر به توسعهٔ تمدن بشری باشد.

## نسخه‌ها
چهار صورت از این داستان به دست آمده است. صورت بابلی باستان (یا صورت کلاسیک) دارای یک نسخهٔ خطی است که به قرن هفده پیشا دوران مشترک تعلق دارد. نسخه‌های خطی گوناگونِ دیگری و قطعه‌های متاخری نیز برای ترجمهٔ صورت بابلی باستان به کار می‌آیند. نسخهٔ خطی اصلی، شامل سه لوح و ۱٬۲۴۵ سطر است. شصت درصد از این نسخه سالم باقی مانده است. صورت بابلی میانه (۱۵۰۰ تا ۱۰۰۰ پیشا دوران مشترک)، دارای دو بازبینی اصلی از شهر نیپور و از سوریه است. لوح سوریه در اوگاریت پیدا شده و داستان از زبان آترا-هاسیس بیان می‌شود؛ این لوح متعلق به حدود قرن سیزدهم پیش از دوران مشترک است. صورت بابلی متاخر (سال ۶۰۰ پیشا دوران مشترک تا آغاز دوران مشترک) اغلب شبیه به صورت بابلی باستان است اما تفاوت‌های چشمگیری نیز با آن دارد که احتمالاً ناشی از اشتباه کاتب بوده است. به نظر بنجامین فاستر، تنها در چند مورد است که صورت بابلی متاخر از جنبهٔ شاعرانه یا زبانی بر صورت بابلی باستان برتری دارد. صورت بابلی متاخر تلفیقی از نسخه‌های خطی گوناگون (از مکان‌ها و زمان‌های مختلف در هزارهٔ اول پیش از دوران مشترک) است؛ مهم‌ترین آنها نسخهٔ خطی سیپار (متعلق به اواخر قرن ششم پیش از دوران مشترک) است. در صورت بابلی متاخر، داستان بر روی تعداد بیشتری از الواح نسبت به بابلی باستان روایت شده است (بر روی شش لوح و نه سه لوح).
صورت آشوری متاخر تلفیقی از منابع گوناگون است که در تمدن آشور و بابل در هزارهٔ اول پیش از دوران مشترک به دست آمده‌اند. احتمالاً از یک صورت آشوری میانه منشأ گرفته است و با صورت بابلی باستان (و نیز بابلی متاخر) تفاوت زیادی دارد. در صورت آشوری برخی از بخش‌ها گسترش یافته و بعضی بازنویسی شده‌اند و به‌طور کلی ابتکار متن قدیمی به شکل اسلوبی یکنواخت و پرتکرار تثبیت شده است. در این نسخه نام شاسوراتو آمده است که دو گروه هفت نفری از الهه‌گان (بدون نام شخصی) هستند که یک گروه آفرینش مردان و دیگری آفرینش زنان را بر عهده دارند. نسخه دیگری از این داستان در لوح XI حماسه گیلگمش آمده است.
مقطع‌های گوناگون داستان که با نسخه‌های گوناگون پوشش پیدا می‌کنند عبارتند از: پیشا-تاریخ و شورش خدایان؛ آفرینش انسان؛ بنیان‌گذاری تولد، ازدواج، تولید مثل؛ انسان‌ها به کار گرفته می‌شوند؛ طاعون و رهایی؛ خشکسالی و رهایی؛ قحطی و رهایی؛ سوگند و آمادگی برای طوفان؛ هشدار به آترا-هاسیس، ساختن کشتی؛ طوفان؛ پیامد.

## خلاصه و بررسی
اسطوره طوفان بابلی (نسخه قرن هفدهم پیشا دوران مشترک) تفسیری از آفرینش انسان، طوفان و منشأ تولد انسان، ازدواج، تولیدمثل و مرگ را ارائه می‌دهد. همهٔ این درون‌مایه‌ها در پیرنگی منسجم کنار هم قرار می‌گیرند. بشریت برای خدمتکاری خدایان آفریده شد؛ تولد برای آن ایجاد شد تا بتوانند تکثیر شوند. طوفان تلاشی برای کنترل جمعیت بود در زمانی که جمعیت انسان پرشمار شد. هنگامی که روشن شد طوفان اقدامی بیش از حد شدید است، کنترل جمعیت با ممنوع کردن ازدواج و تولیدمثل برای گروه‌هایی خاص از مردم و مقدر کردن مرگ برای همگی انجام شد. این داستان در صورت‌های گوناگونی به دست آمده است.
حماسه آترا-هاسیس، با نام باستانی «وقتی که خدایان انسان بودند»، اثری از ادبیات متاخر بابلی باستان است که تاریخ بشریت را از «آفرینش» تا «طوفان» بازگو می‌کند. روایت همین متن از «طوفان» است که شاعر گیلگمش به عنوان منبعی برای روایت خودش از اسطوره «طوفان بزرگ» به کار برد. علاوه بر آن، الگویی چشمگیر برای داستان طوفان نوح در کتاب مقدس می‌شود.
انسان که به تازگی آفریده شده است، دارای نقصانی به خاطر شورشگری درونی‌اش است. چون این نقصان درونی است، چاره‌ناپذیر است. اما انسان نقصان دیگری نیز داشت: به راحتی زاد و ولد می‌کرد و به‌سرعت پرشمار می‌شد. در شعر آترا-هاسیس چنین آمده است که سه بار، هر بار با فاصله ۱٬۲۰۰ سال، انلیل (خدای اصلی بر روی زمین که معمولاً در مواجهه با انسان برخورد خشن و خصمانه دارد) از هیاهوی بی‌امان آفرینش جدید (انسان) به ستوه آمد که اسباب بیداری وی در خوابگاهش بودند. هر بار تصمیم گرفت جمعیت بشر را کم کند؛ نخست با طاعون، سپس با خشکسالی و در نهایت با قحطی. هر بار در ابتدا موفق شد و جمعیت بشر به میزان زیادی کم گشت. اما هر بار ائا (نام اکدیِ خدای سومری انکی. خدای خرد، جادو، آبهای تازه و نیز حامی انسان) راه رهایی انسان را به آترا-هاسیس (نام دیگر اوتنپیشتی)، پادشاه شهر شوروپاک بازگو کرد. در پایان، انلیلِ خشمگین راه حل نهایی را برگزید؛ همه خدایان، از جمله ائا، سوگند خوردند که رازدار بمانند. انلیل «طوفان» را نازل خواهد کرد تا بشریت یکسره نابود شود. اما ائا با ترفندی، پیشاپیش به آترا-هاسیس خبر داد و او کشتی ساخت تا به قلمرو ائا («اقیانوس پایین») برود. «طوفان» از راه رسید اما آترا-هاسیس همراه با خانواده‌اش، ثروتش و نمایندگان همه حرفه‌ها و حیوانات زنده ماندند. خدایان را گرسنگی و تشنگی فرا گرفت. معابدشان را سیل برداشت. خدمتکاران بشری که آنها را غذا و آب می‌دادند، از بین رفتند. راه حل نهایی انلیل به طرز مرگباری دارای نقصان بود. خدایان به حال مرگ افتادند.

### پایان حماسه
طوفان فروکش کرد و کشتی بر قله کوهی بلند نشست. بوی خوش پیشکش آترا-هاسیس، به آسمان رفت و همه خدایان به غذا هجوم آوردند. انلیل به خاطر شکست برنامه‌اش به خدایان شکایت کرد و انگشت اتهام به سمت ائا نشانه رفت. ائای همیشه خردمند، با آشکارسازی غیرعاقلانه بودن «طوفان» پاسخ داد. اقتباس داستان در حماسه گیلگمش چنین ادامه پیدا می‌کند که ائا از خدایان پرسید با بازمانده طوفان چه کنند. انلیل به اوتنپیشتی و زنش زندگی «همچون خدایان» ― زندگی جاودان ― بخشید و آنها را به انتهای جهان فرستاد. در شعر آترا-هاسیس، کار بزرگتری انجام می‌شود که با درون‌مایه داستان مطابقت دارد. از آنجایی که مشکل سر و صدای بشر چاره نشده است، ائا به «الهه مادر» گفت تا انسان را به شکلی جزیی تغییر دهد و دوباره طراحی‌اش کند تا بشریت دیگر نتواند مانند گذشته زاد و ولد کند. زنان هم عقیم خواهند بود و هم بارور. مرده‌زایی و مرگ در سنین کودکی، آغاز شد. گروهی از زنان، برای مذهب باید پاکدامن باشند (مانند راهبه‌ها). به این شیوه، بچه‌های کمتری نطفه می‌بندند، همه‌شان زنده متولد نمی‌شوند و همگی‌شان به سن بلوغ نمی‌رسند. اما بزرگ‌ترین تغییر (که بیشترین تأثیر را بر تعداد انسان‌ها خواهد داشت) آن است که خدایان برای طول عمر انسان، پایانی قرار دادند. این روند هنوز در خود متن به دست نیامده است (افتادگی بسیار وجود دارد) ولی می‌توان آن را نتیجه گرفت. راه حل ائا نقطه اوج شعر است.
[تو،] ای الههٔ مادر، سازندهٔ سرنوشت،

[مقرر کن مرگ را] برای مردمان!
اتفاقی که افتاده است، باید چنین باشد که انکی به «الهه مادر» دستور می‌دهد تا مرگ را حقیقتِ گریزناپذیر زندگی قرار دهد. اشاره ضمنی به این است که پیش از این اصلاح، انسان‌ها ممکن بود به خاطر خشونت، بیماری یا خواستهٔ خدایان بمیرند (همانگونه که خود خدایان) اما نه طبیعی و ناشی از پیری. از زمان «طوفان بزرگ» به بعد، مرگ در مسیر زندگی قرار گرفت.

## متن

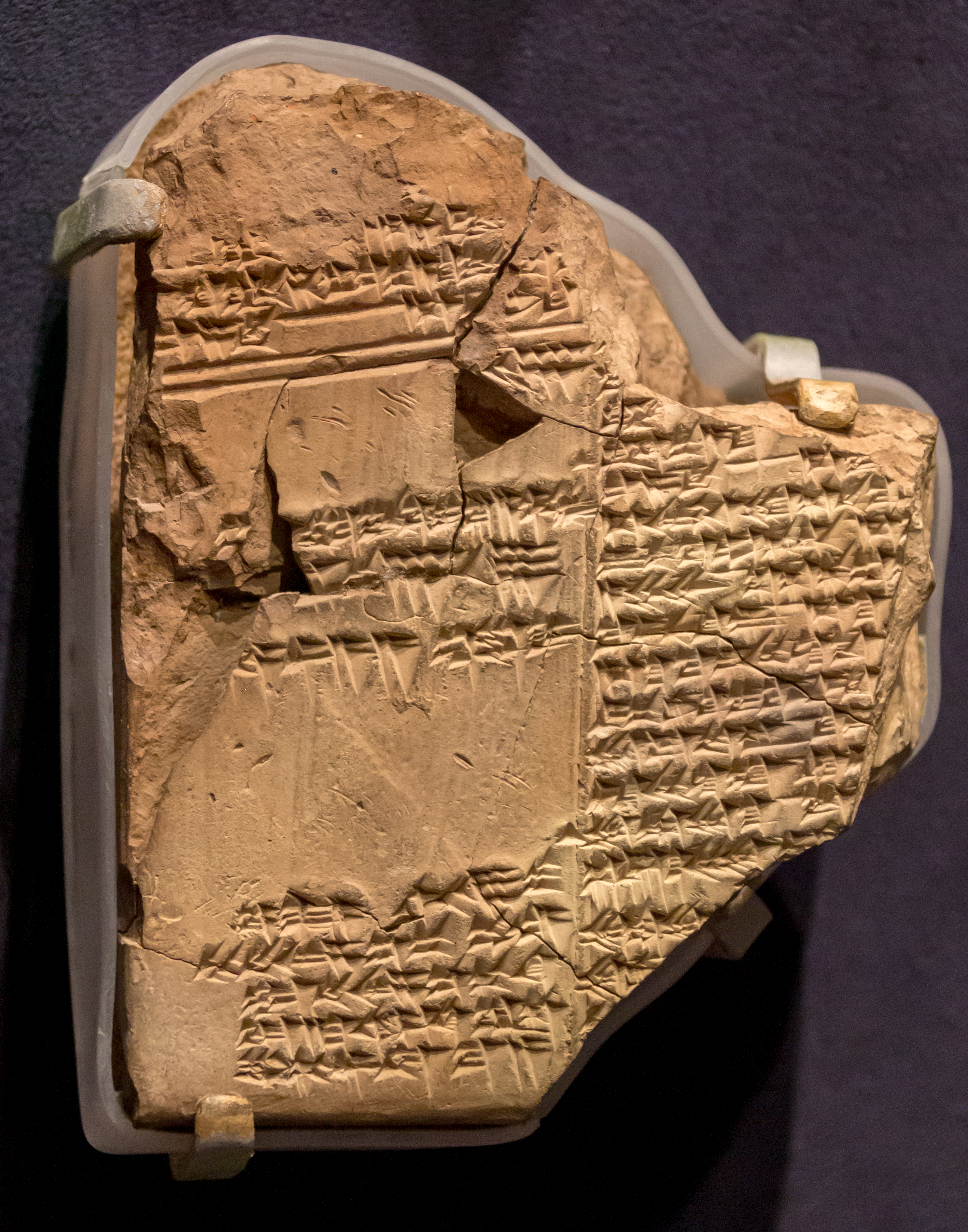
لوح آترا-هاسیس (۱۶۴۶ تا ۱۶۲۶ پیش از دوران مشترک) در کتابخانه و موزه مورگان

در آغاز داستان آنو، انلیل و انکی عالم را تقسیم می‌کنند: آسمان‌ها برای آنو، زمین برای انلیل و اعماق پرآب به انکی می‌رسند. انلیل بر شمار بسیاری از خدایان کار اجباری را تحمیل می‌کند تا مسیرهای رودهای دجله و فرات را ایجاد کنند. خدایان علیه بندگی خشن خود شورش و خانهٔ انلیل را محاصره می‌کنند. خدایان حاکم ملاقات می‌کنند و نماینده‌ای را نزد شورشیان می‌فرستند. این کار ظاهراً به این مقصود انجام می‌شود تا دلیل شورش را بدانند اما در واقع برای شناسایی رهبر شورش است. شورشیان متحد باقی می‌مانند، پس انلیل مضطرب می‌شود و از آنو می‌خواهد تا نظم جدیدی در جهان ایجاد کند. آنو دستور می‌دهد تا بشریت خلق شود و بیگاری خدایان به او محول شود. انکی و الههٔ مادر (با نام‌های نینتو، بلت-ایلی، ماما یا مامی) با آمیختن خون رهبر کشته‌شدهٔ شورشیان با گِل، انسان را خلق می‌کنند. یک روح جاودان، نمادش ضربان بشر، یادگار خدای کشته‌شده است. ازدواج و زایش نیز ایجاد می‌شوند تا خدایان از رنج کار رهایی یابند.
ازدیاد جمعیت انسان‌ها چنان می‌شود که انلیل از سر و صدای آنها اذیت می‌شود. نخست برای نابودی بشر طاعون نازل می‌کند اما شکست می‌خورد زیرا انکی به انسان مورد علاقهٔ خود (آترا-هاسیس) راه چاره را نشان می‌دهد. سپس خشکسالی ایجاد می‌کند اما باز هم به همان دلیل قبلی شکست می‌خورد. در مرحلهٔ سوم قحطی ایجاد می‌کند که اینبار انکی با رها کردن شمار بسیاری از ماهی‌ها مانع می‌شود. در پایان، انلیل خدایان را گرد هم می‌آورد و مجبور به سوگند می‌کند تا اقدام بعدی‌اش (طوفان) را آشکار نکنند. انکی به شکلی غیر مستقیم به انسان هشدار می‌دهد؛ او دیوارهای مکانی که از نِی ساخته شده را مخاطب قرار می‌دهد (آترا-هاسیس برای دریافت پیام الهی در آنجا می‌خوابد). آترا-هاسیس کشتی‌ای می‌سازد، آن را با متعلقاتش، صنعتگران و حیوانات پر می‌کند و از طوفان نجات می‌یابد. در پسامد طوفان خدایان به وابستگی خود به انسان پی می‌برند و راه‌های بهتری برای کنترل جمعیت بشر ایجاد می‌کنند، از جمله با تابو کردن موردهایی از ازدواج و زایش، و مقدر کردن مرگ برای همگی بشر در زمان‌ها و به روش‌های مختلف.

### لوح I
وقتی که خدایان انسان بودند، کار شاق و اجباری بر دوش آنها بود. خدایان قرعه انداختند و هر یک سهمی بردند. آنو به آسمان رفت، انلیل بر زمین ماند، دریا به انکی رسید. خدایان بزرگ (آنونا)، کار اجباری را بر خدایان کوچک (ایگیگی‌ها) تحمیل کردند. ایگیگی‌ها راه‌آب‌ها، کانال‌ها، دجله و پس از آن فرات را کندند. چهل سال گذشت، رئیس قدیمی آنها به شورش دعوتشان کرد. خدایان ابزار خود از جمله بیل و سبدهای خاک را آتش زدند و به دروازه اقامتگاه انلیل (اِکور) رفتند. انلیل خبر نداشت و در خواب بود، کالکال و نوسکو (ملازمان انلیل) نیز در خانه بودند؛ نوسکو، ارباب خود را بیدار کرد. انلیل به پیشنهاد نوسکو، آنو و انکی را فراخواند.
هر سه با یکدیگر ملاقات کردند. انلیل ماجرای شورش را شرح داد. آنو به انلیل گفت بگذار دلیل شورش را با فرستادن نوسکو دریابیم. نوسکو به دیدار شورشیان رفت و گفته‌های انلیل را به آنها بازگفت. خدایان از سختی و کشنده بودن کار شاق و اجباری خود گفتند. انلیل پس از شنیدن حرفهای خدایان به آنو گفت که با او به آسمان خواهد رفت. آنو گفته‌های ایگیگی‌ها را تأیید کرد، ائا چاره‌ساز شد و پیشنهاد کرد انسان آفریده شود تا به جای خدایان خُرد کارها را انجام دهد. برای آفرینش، مامی فرا خوانده شد و او از انکی خواست برای خلقت انسان گِل فراهم کند. انکی گفت یک خدا باید کشته شود و گوشت و خون او با گِل آمیخته شود.
آو-ایلو که آغازگر شورش بود، قربانی شد و نینتو گوشت و خون او را با گل در هم آمیخت. خدایان از نینتو تقدیر کردند، سپس هفت جنین مؤنث و هفت جنین مذکر توسط دو گروه هفت نفری از الهه‌گان ایجاد شدند. نخستین جفت انسان رشد کردند، بالغ شدند و قادر به تولید مثل بودند؛ نخستین مادر زایش کرد. انسان برای تأمین خوراک خدایان گماشته شد.
۱۲۰۰ سال سپری شد و انسانها با تولید مثل مداوم، افزایش یافتند. زمین از آنها پر شد، انلیل از سر و صدای آنها خواب راحت نداشت و تصمیم به نابودی انسان گرفت. او طاعون نازل کرد. انکی به آترا-هاسیس راه چاره را نشان داد. «خدایان خود را تکریم نکنید، الهه‌های خویش را نیایش نکنید، درگاه نامتار جویید، نان پخته به آنجا برید.» پس از دیدار آترا-هاسیس با بزرگان، در شهر برای نامتار معبدی ساختند و نان پخته را تقدیم به او کردند. نامتار شرمنده شد و دست از کار خویش برداشت. تب و لرز پایان یافت و هیاهو دوباره آغاز گشت. انلیل اینبار خشکسالی نازل کرد. خشکسالی شش سال ادامه پیدا کرد، انسان‌ها به بردگی فروخته شدند، همدیگر را خوردند اما باز هم در آستانه مرگ بودند. آترا-هاسیس تلاش کرد بار دیگر با ائا گفتگو کند. خشکسالی با قحطی شش ساله ادامه پیدا کرد، انسان‌ها به بردگی فروخته شدند، همدیگر را خوردند اما باز هم در آستانه مرگ بودند.

### لوح II
اینبار پس از تکریم و نیایش نکردنِ سایر خدایان، نان پخته بر درگاه معبد ساخته‌شده برای ادد قرار گرفت. ادد شرمنده شد و از کار خویش دست برداشت. [قحطی؟] پایان یافت و هیاهو از سر گرفته شد. انلیل از ائا خشمگین شد و شروع به سخنرانی کرد. انلیل آماده برای نازل کردن طوفان شد، خواست ائا را به همراهی وادار کند. ائا گفت «چرا به سوگند وادار می‌کنی؟ آیا بر ضد [مردم خود] دست به عمل زنم؟ از کدام طوفان با من گویی؟ ندانم، من طوفان [فرستم]؟ کار [انلیل] است. بگذار شولات و [هنیش] [پیش] بروند، بگذار اراکال تیرک‌های مهار را از [بیخ بکند]، بگذار [نینورتا] [آب‌بندها] را سر ریز کند.» خدایان فرمان به نابودی بشر دادند.

### لوح III (طوفان)

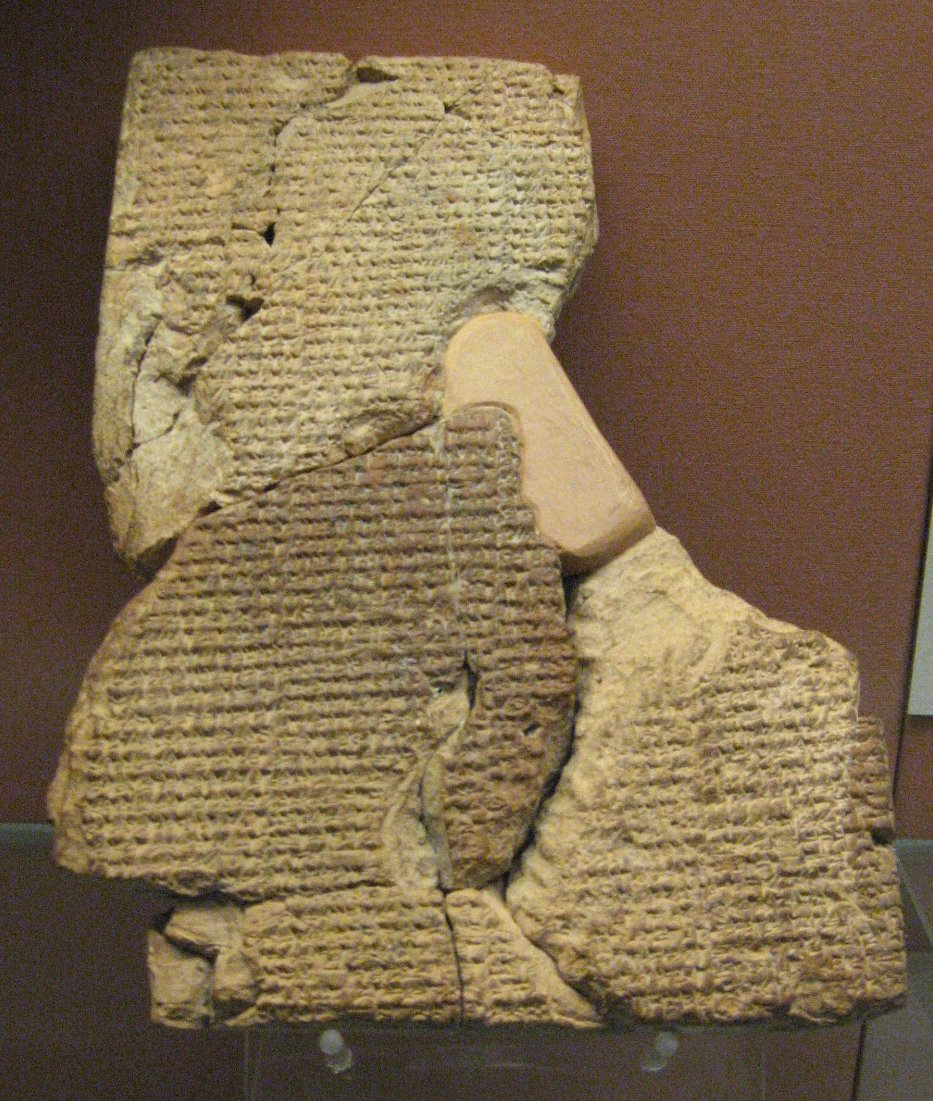
لوحِ به خط میخیِ حماسه‌ی آترا-هاسیس در موزه بریتانیا

آترا-هاسیس رؤیایی دید که انکی به او نشان داده بود. انکی به بنده‌اش هشدار داد و پس از آن بیشتر گفته‌هایش را خطاب به دیوار نِی بازگفت «دیوار، به من گوش فرا ده! / دیوار نی به همه واژگان من توجه کن! / بگریز از خانه، کشتی بساز، / ثروت را فراموش کن، و زندگانی را نجات ده.» به راهنمایی انکی، سقفی چون اعماق باید بر کشتی قرار گیرد تا خورشید درونش را نبیند؛ کشتی باید در سینه و پاشنه پوشیده باشد، اسباب آن استوار باشند و سخت قیراندود گردد. «پس از آن بر تو خواهم باراند / ثروت بادآورده‌ای از پرندگان … ماهی‌ها». او خبر از هفت روز طوفان داد. به خواستهٔ آترا-هاسیس، افراد گوناگون برای ساختن کشتی آمدند و او هر آنچه از حیوانات داشت را کُشت و همراه با پرندگان آسمان، گله گاو و [موجودات؟] استپ به عرشه برد. آترا-هاسیس برای آدمهایش جشن بر پا کرد و خانواده‌اش را به عرشه برد. دورنمای آب و هوا دگرگون شد. آترا-هاسیس طناب‌های مهار را پاره کرد و کشتی رها گردید. طوفان همچون نبردی سهمگین بر سر مردمان فروآمد. نینتو لب‌هایش را می‌جوید؛ آنونا، خدایان بزرگ، در گشنگی و تشنگی نشستند. الههٔ مادر به گریه افتاد و شیون کرد. خدایان همراه با او برای سرزمین گریستند. لب‌های خدایان از تشنگی به درد آمد، از گرسنگی در رنج بودند. هفت روز و هفت شب سپری شد. بوی قربانی به مشام خدایان رسید و همچون مگس به دور آن گرد آمدند. پس از تمام کردن قربانی، میان آنها بحث درگرفت. نینتو به توبیخ همه زبان گشود، انلیل خشمگین از راه رسید. انکی از کار خود دفاع کرد و خطاب به خدایان بزرگ گفت به خاطر خود آنها دست به چنین کاری زده است. خود را پاسخگوی نگاهداری از زندگانی دانست. انلیل از ائا خواست نینتو را فرا بخواند و به شور بنشینند. انکی نینتو را فرا خواند و برای همه مردمان مرگ را مقدر کردند. «سرودی خواندم دربارهٔ طوفان برای همه مردمان: گوش فرا ده!»

## بررسی تطبیقی

### انکی و نینماه
در خاور نزدیک باستان، قراردادی ادبی وجود داشت که داستان پیدایش بشر، قرین روایت شود. در بخش نخست، داستان آفرینش بیشتر به صورتی کلی و انتزاعی بازگو می‌شد در حالی که در بخش دوم، بیشتر به صورت مشخص‌تر و واقعی‌تر بیان می‌شد. داستان سومری انکی و نینماه خلقت انسان را در دو بخش توصیف می‌کند. اهمیت بخش دوم در این است که به انسان قدرت تولیدمثل داده می‌شود. در آترا-هاسیس اکدی نیز دو روایت از آفرینش انسان به موازات هم وجود دارند. اولی انتزاعی‌تر از دومی است و دومی مشخص‌تر از اولی است اما نتیجه‌گیری هر دو یکی است: انسان از گِل آفریده شد تا کار کند.
در این سنت ادبی، داستان خلقت دوگانه به عنوان مقدمهٔ تاریخ آغازین بشریت به کار می‌رود که در نهایت به «طوفان بزرگ» منجر می‌شود. زندگانی دراز آترا-هاسیس منجر به این تفکر شده که ممکن است او نخستین بشر یا حداقل نخستین کودک باشد.
در انکی و نینماه، داستان با متولد شدن خدایان توسط نامو آغاز می‌شود و به دنبال آن، خدایان در مناطق گوناگون جهان به کار گرفته می‌شوند. کار بر خدایان سخت می‌شود و به خدایانِ برتر اعتراض می‌کنند. انکی در ابتدا سعی می‌کند با خوابیدن، شکایات را نادیده بگیرد.
در اسطوره انکی و نینماه نامو پسرش انکی را بیدار می‌کند تا به او بگوید که خدایانِ دیگر از کار سختِ قرار داده شده بر عهده‌شان، شکایت دارند. برای راه حل، انکی آفرینش انسان را پیشنهاد می‌کند و به نامو می‌گوید که چگونه با کمک نینماه و دستیارانش (نینیما، شوزیانا، نینمادا، نینشار، نینموگ، مودومو و نینیگینا بنا بر ترجمه ویلفرد جی. لمبرت)، انسان را از گل بیافریند. پس از پایان کار، انکی جشنی برای نامو، نینماه بر پا می‌کند که سایر خدایان همچون آنو و انلیل و هفت دستیار نیز در آن حضور دارند. حضور نامو، روایت آفرینشِ انسان در این اسطوره را از سایر آثاری که به همین موضوع می‌پردازند (مانند آترا-هاسیس)، متفاوت می‌کند.
نخستین مرحلهٔ آفرینش با جشن پایان می‌یابد. در مرحلهٔ دوم، نینماه انکی را دعوت به رقابت بر سر انسان-ساختن می‌کند. در این رقابت، یکی از این دو خدایی به آفرینش دست می‌زند و دیگری باید سرنوشت انسان را مقدر کند. اوج مرحلهٔ دوم در آفرینش زنی که قادر به تولید مثل باشد و نخستین کودک است. اگر داستان انکی و نینماه و داستان طوفان سومری در توالی هم دیده شوند، همتایی دقیق برای کلیت آترا-هاسیس می‌شوند.
اسطوره آفرینش انسان در انکی و نینماه بسیار شبیه به آترا-هاسیس است. خدایان تکثیر می‌شوند و باید برای غذای خود زحمت بکشند. آنها از سختی کار شکایت می‌کنند و انسان آفریده می‌شود تا این زحمت را به عهده گیرد. انسان از آمیختن خون الهی با گِل آفریده می‌شود. در هر دو روایت، انکی، الههٔ مادر و الهه‌گان تولد در آفرینش حضور دارند.

### انوما الیش
آترا-هاسیس شعری پیچیده و بینامتنی است. بن‌مایه کم‌خوابی و صحنه آفرینش انسان که در آترا-هاسیس حضور دارند، در انوما الیش اهمیت ویژه‌ای پیدا می‌کنند.
تلمیح به آترا-هاسیس در انوما الیش به دو سرانجام ختم می‌شود: مردوک جایگزین انلیل و سپس ائا می‌شود. تلمیح‌ها را می‌توان به دو گروه اصلی تقسیم کرد؛ آنهایی که به خطر نابودی اشاره می‌کنند، و آنهایی که با خلقت جدید سروکار دارند. غوغای وحشتناکی که خدایی را از خوابیدن بازمی‌دارد، طراحی نقشه برای نابودی موجوداتی که سروصدا را ایجاد کرده‌اند، و مداخله ائا برای نجات آن موجودات در انوما الیش یک گروه از تلمیحات را تشکیل می‌دهد که یادآور رفتار عجولانه انلیل (پادشاه بیخردی که باید برکنار شود) در آترا-هاسیس است. بن‌مایه‌های آفرینش مجموعه دیگری است که مردوک را با ائا پیوند می‌دهند، زیرا هر دو شخصیت در انوما الیش قلمروهای جسمانی را از بدن دشمن شکست‌خوردهٔ خود ایجاد می‌کنند؛ و خلقت انسان در انوما الیش از همان بخشی تأثیر می‌گیرد که در آترا-هاسیس گفته شده است.
بنابراین، اشاره‌ها به آترا-هاسیس در انوما الیش هم شامل جایگزین شدن مردوک در راس پانتئون خدایان و هم شامل پسری می‌شود که از پدرش رشد بیشتری کرده است. با این حال، مردوک به شیوه خاصی جای انلیل را می‌گیرد، زیرا سرنگونی انلیل در واقع با کشتن آپسو اتفاق می‌افتد که نشان از مرگ مجازی انلیل دارد. 

#### ویرانی‌ها: خلع انلیل
با سرنگونی آپسو، چندین اشاره به آترا-هاسیس، او را با انلیل مرتبط می‌کند. برکناری آپسو، برکناری نمادین انلیل نیز هست. هر دو از هیاهو شکایت می‌کنند و می‌گویند ریشه آن را نابود خواهند کرد. ائا در هر دو متن وارد می‌شود تا این موجودات از نابودی نجات پیدا کنند. در هر دو شعر، خدای فرمانروای بی‌مسئولیتی که در شرف سوء استفاده از قدرت خویش (با عواقب فاجعه‌بار) است، برکنار می‌شود و نظم (موقتا) برقرار می‌گردد. 

##### هیاهو و طوفان
همان‌طور که تعدادی از محققان اشاره کرده‌اند، آپسو و انلیل هر دو می‌خواهند منبع سروصدایی را که مانع از خواب آنها می‌شود، از بین ببرند. هر دو شعر آن را یک واکنش بیش از حد غیرمسئولانه نشان می‌دهند. اولین اشاره به آترا-هاسیس در انوما الیش غوغای وحشتناک فرزندان آپسو و تیامات است. این بن‌مایه به شکایت انلیل برمی‌گردد که طاعون، قحطی و در نهایت طوفان را به دنبال خود دارد. نگرش به انلیل در آترا-هاسیس اصلاً ستایشی نیست و او به دلیل فرستادن طوفان محکوم می‌شود. به گفته موران، «انلیل جنگجو» پیش از آن به هنگام محاصره خانه‌اش «در تنها فرصتی که باید شجاعت خود را نشان دهد، به نوسکو برای محافظت التماس می‌کند و با ترس در پشت او پناه می‌گیرد». تصویر رقت‌برانگیز خدایان که در آترا-هاسیس از گرسنگی و تشنگی شدید رنج می‌برند و سپس با ناامیدی همچون مگس به گرد قربانی جمع می‌شوند، تصویرگر پیامدهای تصمیم انلیل است. طوفان به صراحت «عملی شیطانی» نامیده می‌شود اما با همه اینها در خاتمه، آترا-هاسیس با ستایش انلیل و تصدیق قدرت مهیب او پایان می‌یابد. همین روند در انوما الیش برای آپسو دیده می‌شود و او بی‌رحم‌تر از انلیل رفتار می‌کند.

##### سرنگونی پادشاهان بد
آپسو پادشاهی بد است، به همان بدی انلیل و حتی بدتر. این دو شخصیت نماد نظمی هستند که باید از سر راه برداشته شود. تشابهات این دو نفر یادآور میزان بد بودن انلیل است و در انوما الیش این موضوع سبب افزایش مشروعیتِ به قدرت رسیدن مردوک است. از طرفی دیگر، این موضوع می‌تواند به هنگام خواندن آترا-هاسیس، بینامتنیِ معکوس ایجاد کند. زمانی که انلیل از هیاهوی بشریت شکایت می‌کند و به سبب ایجاد ویرانی محکوم می‌شود، دنیای جدید مردوک و رویدادهای انوما الیش و نیز خروج انلیل از صحنه را به خواننده یادآوری می‌کند.

##### زمانی که خدایان (همچون) انسان بودند
ائا در هر دو متن خدایی است که نقشه‌های شیطانی را برهم می‌زند. در انوما الیش، با دخالت ائا، خدایان از نابودی به دست آپسو نجات می‌یابند. در اینجا نیز ائا به نجات کسانی می‌آید که در همان مخمصه‌ای هستند که در آترا-هاسیس انسان در آن گرفتار بود (تهدید به نابودی برای هیاهو). این مسئله خدایان را در انوما الیش در همان جایگاه انسان‌ها در آترا-هاسیس قرار می‌دهد که یادآور سطر اول شعر است: زمانی که خدایان (همچون) انسان بودند.

##### دومین اختلال در خواب
همانگونه که خدایان خُرد در آترا-هاسیس برای اعتراض به شرایط طاقت‌فرسا در اطراف خانه انلیل گرد آمدند، در این بخش از انوما الیش نیز خدایان خرد تیامات را تحریک می‌کنند تا در مقابل حاکمان بایستد. همانگونه که در آترا-هاسیس مشکل سروصدا مقدمه‌ای برای فاجعه طوفان است در انوما الیش سروصدا نشانهٔ نزدیک شدن خطر است.
باری که در انوما الیش به شکلی استعاری به یوغ تعبیر می‌شود، خستگیِ ناشی از ناتوانی در خوابیدن است؛ در آترا-هاسیس به صورت کار اجباری و خستگی ناشی از آن وجود دارد. این مسئله نیز یادآور ستمگری انلیل و رژیم او است.
مسئله سروصدا/خواب در آترا-هاسیس منجر به فرو فرستادن طوفان (نیروی نهایی و افسانه‌ای ویرانگر در اسطوره‌های بین‌النهرین) می‌شود.

#### آفرینش‌ها: جایگزینی ائا
تشابهات به آترا-هاسیس هم در جایگزینی انلیل با مردوک و هم در جایگزینی ائا (پدر مردوک) با مردوک در مقام یک خدای خالق دیده می‌شود. پس از آن که ائا آپسو را خلع می‌کند، نوبت ائا است که با مردوک جایگزین شود. ائا نقش مهمی در روایت دارد و با صفاتی به تصویر کشیده می‌شود که مردوک از او به ارث خواهد برد. با این وجود، مردوک باهوش‌تر و موثرتر از پدرش نشان داده می‌شود و دستاوردهایش بیشتر از دستاوردهای پدرش (چه در انوما الیش و چه در آترا-هاسیس) است.

##### همتای آپسو
در انوما الیش، مردوک است که سهم خدایان دیگر را مشخص می‌کند، او زمین را به انلیل واگذار نمی‌کند (در آترا-هاسیس خدایان بزرگ قرعه می‌اندازند و زمین به انلیل می‌رسد).

##### خلقت انسان
از یک جنبه، انوما الیش همانند آترا-هاسیس دربارهٔ شورش خدایان خُرد علیه رئیس پانتئون است. این شورش در هر دو داستان به آفرینش انسان منجر می‌شود و روایت در انوما الیش از بسیاری جهت‌ها از روایت پیشین پیروی می‌کند. در آترا-هاسیس، خلقت انسان برای تحمل رنج خدایان است و ایده‌ای است که ائا مطرح می‌کند. پس از آن، ائا و نینتو در همکاری با هم انسان را از گِل و آمیختن آن با خون خدایی که رهبر شورشیان بوده، پدیدمی‌آورند. درانوما الیش وضعیت مشابهی وجود دارد: ائا انسان را از خون کینگو، رهبر سپاه تیامات، پدیدمی‌آورد. گرچه در اینجا، ایده به مردوک تعلق دارد و ائا صرفاً ابزار اراده او است.
در هر دو شعر، خون رهبر شورشیان جزئی اساسی در آفرینش انسان است. هر چند نقش رهبر شورشیان در آترا-هاسیس کمرنگ است. این بخش از روایت و شخصیت‌های آن در انوما الیش از منطق بیشتری نسبت به آترا-هاسیس برخوردار است.

##### رهایی از رنج
در هر دو متن، آفرینش انسان به این معناست که خدایان از کار معاف هستند. در آترا-هاسیس، انلیل کار اجباری را تحمیل کرده است و شورش در مقابل اوست. مردوک در انوما الیش نیروی رهایی‌بخش است، حکمرانی مردوک متفاوت از رژیم پیشین تصویر می‌شود.

##### آفرینش بابل
پس از آفرینش انسان در انوما الیش، آفرینش پایانی دیگری در راه است: آفرینش بابل و معابد مردوک و خدایان دیگر در آن. نقطه اوج شعر، بر شهر بابل متمرکز است. خدایانی که قبلاً (در آترا-هاسیس) علیه انلیل شورش کردند تا کار اجباری انجام ندهند، در اینجا آزادانه و با وجود خلقت انسان برای انجام کار اجباری، ساختن شهر و معابد را در ستایش مردوک بر عهده می‌گیرند.

### حماسه گیلگمش
بخش طوفان در آترا-هاسیس (لوح III) آسیب بسیاری دیده است. این بخش تقریباً دو برابر داستان طوفان در گیلگمش است. کارکرد طوفان در این دو متن بسیار متفاوت است. در آترا-هاسیس اقدامی برای کنترل جمعیت و جداکنندهٔ دوران است اما در گیلگمش این موضوع را توضیح می‌دهد که چرا تنها برای یکبار جاودانگی به یک انسان میرا داده شد.
در حماسه گیلگمش و آترا-هاسیس به شکلی گذرا به ایشارا در جایگاه الههٔ ازدواج اشاره می‌شود. در آترا-هاسیس، او هنگام تدارکات یک عروسی فراخوانی می‌شود.
هم در حماسه گیلگمش و هم در نسخه آشوری نو آترا-هاسیس اراگال مسوول «از بیخ کندن تیرک‌های مهار» قبل از طوفان است. فرانس ویگرمن به‌طور آزمایش پیشنهاد می‌کند که این موضوع می‌تواند بازی با کلمات باشد که شامل نام اراکال و واژه تارکولو می‌شود. می‌توان آن را به معنای تحت‌اللفظیِ «تیرک مهار» ترجمه کرد اما از نظر استعاری می‌تواند به ارتباط بین عناصر مختلف جهان اشاره کند.

## تورات
بررسی تطبیقی متن‌های خاور نزدیک دربارهٔ طوفان با روایت طوفان در کتاب مقدس، معمولاً منجر به روشن شدن آنچه که در هر متن یگانه است، می‌شود. روش علمی تطبیقی نه فقط شباهت متن‌ها بلکه بی‌شباهتی‌ها را نیز مشخص می‌کند. حماسهٔ آترا-هاسیس داستان طوفان را در بافتاری مطرح می‌کند که قابل مقایسه با سفر پیدایش است: تاریخ آغازین. برخلاف آترا-هاسیس، داستان طوفان در سفر پیدایش موکداً دربارهٔ ازدیاد جمعیت نیست و بیشتر از آنکه دربارهٔ مجازات باشد، وسیله‌ای برای رهایی از جهانی آلوده و شروعی دوباره است. به اسرائیل هشدار داده شد که با غرامتِ قتل موافقت نکند، … چرا که دست زدن به چنین کاری سرزمین را ناپاک خواهد کرد. تصنیف‌گر این بخش از سفر پیدایش (باب ۱ تا ۹)، کیهان‌شناسی و تاریخ آغازین انسان را بازتعریف کرده است. او چارچوبی حداقل به قدمت آترا-هاسیس (تاریخ آغازین آفرینش-مشکل-طوفان-راه حل) را به کار گرفته و داستان را دوباره تعریف کرده است تا ایده‌آل‌های کتاب مقدس در مورد قانون و «قداست زندگی انسان» و نیز پیش‌نیاز بودن آنان برای زندگی بشر بر روی زمین را روشن کرده باشد.
پایان آترا-هاسیس بیشتر در مورد مأموریت انلیل به انکی و الهه مادر است تا به شور بنشینند و نظمی را برای پس از طوفان طراحی کنند که به انسان اجازه زندگی دهد اما شرایطی داشته باشد که مورد قبول انلیل باشد. در این حماسه، ایدهٔ گناه و مجازات تقریباً به‌طور کامل نادیده گرفته می‌شود و نمی‌توان آن را در مورد تئودیسه (توجیه رفتار انلیل با انسان) دانست. شاعر آترا-هاسیس قصد آن را نداشته که ایوب باشد. آنچه قبل از طوفان وجود ندارد توازن قوا است، تعادلی که در نظم کنونی گیتی حاصل می‌شود. منشأ این تعادل، پرسش اصلی در آترا-هاسیس است. پاسخ به این پرسش، جایگاه مقرر شده برای انسان را معین می‌کند. این متن، به نهادهای سیاسی یا اجتماعی انسان نمی‌پردازد و بیشتر در مرکزیت آن انسان قرار دارد: وجود انسان، منشأ او، کارکرد و تجربه‌اش در عمیق‌ترین سطح وجود. از همین جهت است که آفرینش انسان به تفصیل روایت شده است و جزئیاتی دارد که همتایی برایشان دیده نمی‌شود.
همهٔ اینها از آن رو است که نظم مقررشدهٔ خدایان پس از طوفان شکل بگیرد، نظمی که نماد مصالحهٔ دو طرف درگیر در میان خدایان است؛ بنابراین، «طوفان» رویدادی می‌شود در روند طولانی‌ای که گیتی از آن برخاست. «طوفان» نیز مانند شورش خدایان به گذشته تعلق دارد. اما رویداد بسیار مهمی است زیرا نیاز خدایان به انسان را آشکار کرد. حماسه آتراهاسیس بر اهمیت انسان در نظم نهایی تأکید می‌کند.
با این تحلیل، تضاد مابین سنت‌های بین‌النهرین و کتاب مقدس برجسته می‌شود. نه فقط تأکید عهد عتیق بر تباهی انسان به عنوان عامل طوفان، در آترا-هاسیس معادلی ندارد بلکه راه حل برای مناقشه نیر کاملاً متفاوت است. در سنت بین‌النهرین، نظم پس از طوفان نماد اصلاحی در عدم توازن موجود در کیهان و تنظیمی برای دستیابی به ثبات و غلبه بر اختلالی ذاتی است. اصلاح، محدودیت رشد انسان است. از این دیدگاه، به نظر می‌آید باب نهم در سفر پیدایش آگاهانه آترا-هاسیس را رد می‌کند. نخستین سخنان خدا با انسان، تکرار سفر پیدایش ۱:۲۸ است که امر به باروری، تکثیر و پر کردن زمین می‌کند. قرار نیست این امر پس گرفته شود، زیرا مشکل انسان در جای دیگری قرار دارد: در گرایش او به بدی (پیدایش ۸:۲۱).

### سفر پیدایش، باب ۱ تا ۱۱
«تاریخ آغازین» بشریت، چنان‌که در یازده باب نخست سفر پیدایش، در بین‌النهرین نیز دیده می‌شود. در زبان اکدی، حماسه آترا-هاسیس نخستین و ساختاریافته‌ترین فرمول‌بندی است. در این حماسه، هدف از آفرینش انسان، کمتر شدن رنج خدایانِ کهتر است. تلاش برای نابودی انسان، پاسخ خدایان به سروصدای ناشی از افزایش جمعیت انسان‌ها است (قرار بوده آفرینش انسان، آرامش خدایان را به همراه داشته باشد). انلیل حکم به نابودی را صادر می‌کند که چندین صورت می‌یابد و در نهایت به طوفان منتهی می‌شود. در اینجا نیز همانند سایر داستان‌های طوفان، زنده ماندن قهرمان طوفان مانع از مقصود نهایی می‌شود (در اینجا آترا-هاسیس با مداخله ائا (دوست الهی بشریت) نجات می‌یابد)
از جنبهٔ ژانر، حماسه گیلگمش و سفر پیدایش باب ۱ تا ۱۱ زمانی بهتر درک می‌شوند که ارتباط آنها با یک فرم ادبی باستانی بررسی شود: داستان حماسی زمان آغازین، از خلقت انسان‌ها تا طوفان. هر دو (حماسه گیلگمش و سفر پیدایش باب ۱ تا ۱۱) هم بسیار مدیون این سنت هستند و هم فاصله خود را با صورت کلاسیک آن حفظ می‌کنند. روایت آفرینش-طوفان، یک ژانر اصلی و بسیار بادوام بود؛ نمونه‌های آن هم در سومری و هم در اکدی دیده می‌شود. ممکن است تمرکز یکی از این حماسه‌ها بر طوفان باشد (حماسه آترا-هاسیس اکدی و داستان طوفان سومری) یا تنها به تاریخ آغازین تا آفرینش انسان پرداخته شود (انوما الیش).
در حماسه‌های آفرینش-طوفان، چهار عنصر بنیادی وجود دارد: آفرینش جهان، آفرینش انسان‌ها، تحول ناگهانی طوفان و استقرار نظم بشری پس از طوفان. نماد این نظم در آترا-هاسیس، برقراری دوبارهٔ مناسک و در انوما الیش ساختن معبد برای مردوک در بابل است. هر چهار عنصر در سفر پیدایش ۱ تا ۱۱ نیز دیده می‌شوند، گرچه تغییرات موضوعی عمده‌ای کرده‌اند. سفر پیدایش ۱ تا ۱۱ به دور از این پارادایم باستانی پیش می‌رود؛ حماسه گیلگمش به سمت آن پیشرفت می‌کند. حماسه در این روند، تأکید منحصر بر مسئله مرگ را کنار می‌گذارد و تفکر گسترده‌تری بر محدودیت‌های فرهنگ می‌شود. به شکلی مشابه، پیدایش ۱ تا ۱۱ از مسئله فناپذیری به سمت درون‌مایهٔ دانش می‌رود.
روندی که حماسه گیلگمش در مقابل این سنت باستانی در پیش می‌گیرد، در ارزیابی ارتباط سفر پیدایش ۱ تا ۱۱ با گذشتهٔ چندخداپرستانهٔ خود به کار می‌آید و نشانگر جدایی و بازتعریفِ خود است. تشخیص حضور پارادایم آفرینش-طوفان در سفر پیدایش ۱ تا ۱۱ منجر به درک بهتر صورتِ درون‌مایه‌ای آن می‌شود. این حضور، با توجه به تمرکز سنت مسیحی بر باغ عدن کم‌شناخته باقی ماند. مرکزیت داستان طوفان، نتیجهٔ مهمی در درک کلیت پیدایش ۲ تا ۱۱ دربردارد. تفاوتهای سبکی، ساختاری و درون‌مایه‌ای پیدایش ۱ تا ۱۱ با آترا-هاسیس نتیجهٔ تغییر در روایتِ برخواسته از یکتاپرستی است. به عقیده دامراش، در پیدایش ۲ تا ۱۱، حماسهٔ قدیمی آفرینش-طوفان بازتولید می‌شود تا یک ضدحماسه ایجاد شود. در این ضدحماسه دستاوردهای مردمان گذشته به زیر سؤال می‌رود.
موضوعی که هم در انوما الیش و هم در آترا-هاسیس دیده می‌شود آن است که وظیفه اصلی بشریت و دلیلی که برای آن انسان خلق شده، خدمتکاری خدایان، اجرای آیین‌های قربانی برای آنها است. در آغاز هر دو اسطوره، آفرینش انسان با استقرار پیشین نظم جهانی از طریق نظام دادن به نیروهای آسمانیِ ناسازگار، پیوند داده می‌شود. داستان آدم و حوا پر از بن‌مایه‌هایی است که از داستان طوفان به آن منتقل شده‌اند تا زمینه‌ای بر روی زمین برای مسئله بدی فراهم کنند که پیش از آن در انوما الیش و آترا-هاسیس به آن پرداخته شده بود.

### تولد نوح
تولد نوح بسیار شبیه به خلقت انسان در آترا-هاسیس و نشانگر جابه‌جایی از آسمان به زمین است. هنگام نام‌گذاری نوح در پیدایش ۵:۲۸ تا ۵:۲۹ توسط لمک این شباهت برجسته می‌شود. واژگان عبری برای «کار» و «رنج» با هم می‌آیند همانگونه که واژگان اکدی همتای آنان با هم می‌آیند. تأکید از تندیِ جاودانگان خسته از بیگاری به ستوه انسانِ کشاورز تغییر پیدا می‌کند. الگوهای همیشگیِ روابط اجتماعی نیز به پیشرفت توالی تاریخی دگرگون می‌شود: پدر پیر، از قدرت پسر جوان استقبال می‌کند.
در آترا-هاسیس طوفان برای بررسی نیاز خدایان به انسان استفاده می‌شود. بشریت از نابودی نجات می‌یابد چون خدایان درمی‌یابند که با قربانی کردن در معابد خوراکشان تأمین می‌شده است. خدایان دمدمی‌مزاج و مایل به بدی هستند. در کتاب مقدس عبری قضیه برعکس است. طرز رفتار خدا با آدم و نوح در نهایت منجر به پذیرش کاستی‌های اخلاقیِ انسان‌ها می‌شود. نوح، بیگانگی ایجاد شده بین خدا و آدم را واژگون می‌کند. لمک به هنگام نامگذاری پسرش نوح می‌گوید: «برای ما آسودگی خواهد آورد… از زمین (عبری: ادمه) که خداوند نفرین کرد». این زمین نفرین شده بی‌شک در عبری یادآور نام «آدم» است.

## تفسیر
سوژهٔ آترا-هاسیس خدایان یک جهانِ چندخدایی (ارتباط آنها با یکدیگر، با کیهان و با نوع بشر) است. یکی از درون‌مایه‌های اصلی رقابت خدایان است. درون‌مایهٔ مهم دیگر، رابطهٔ نابرابر خدایان و بشریت است. انسان‌ها برای خدمتکاری خدایان آفریده شدند؛ برای رسیدگی به خوراک و خانهٔ خدایان و برای رهایی آنها از هر گونه انجام کار. برای انسان‌ها مرگ تقدیر شد. علاوه بر این، انسان‌ها هیچگاه نمی‌توانند مطمئن باشند که اقداماتشان (حتی با نیت درست) برای خدایان خوشایند یا حتی قابل‌قبول باشد؛ خدایان ممکن است اتباع خود را بدون هیچ دلیل مشخص یا مهمی، مجازات یا نابود کنند. در نتیجه، عدالت و انصافی در آفرینش وجود ندارد؛ هر چند برخی از خدایان پشتیبان آن باشند. خدایان ممکن است دروغ بگویند، فریب دهند، دزدی کنند، سر یکدیگر کلاه بگذارند؛ این اعمال برای بشر است که مجازات دربردارد. این احتمالات، موجب درامی قطعی در گیتی می‌شود و تیرگی اخلاقی به دنبال دارد.
تکرار، ابزار مهمی در ادبیات اکدی است و از آن استفادهٔ گسترده‌ای شده است. در آترا-هاسیس (صحنهٔ حملهٔ خدایان معترض به اقامتگاه انلیل (لوح I) که در آن نوسکو به رنگ‌پریده بودن انلیل اشاره و آن را به درخت گز تشبیه می‌کند) تکرار برای اثرگذاری به کار رفته است. در صحنهٔ بعدی که مذاکرات دو طرف شروع می‌شود، تکرار بسیار بیشتر می‌گردد. این سبک در انوما الیش به منتهای خود می‌رسد و در ابتدای شعر، گفتار درون گفتار آمده است تا سستی و ناکارآمدی خدایان قدیمی نشان داده شود. مقایسهٔ لوح I آترا-هاسیس با لوح I انوما الیش منجر به درک تفاوت سبک این دو اثر می‌شود؛ برخی از این تفاوتها به زمان برمی‌گردد (آترا-هاسیس احتمالاً پانصد سال قدیمی‌تر از انوما الیش است).

### تحلیل تاریخی-سیاسی-اجتماعی

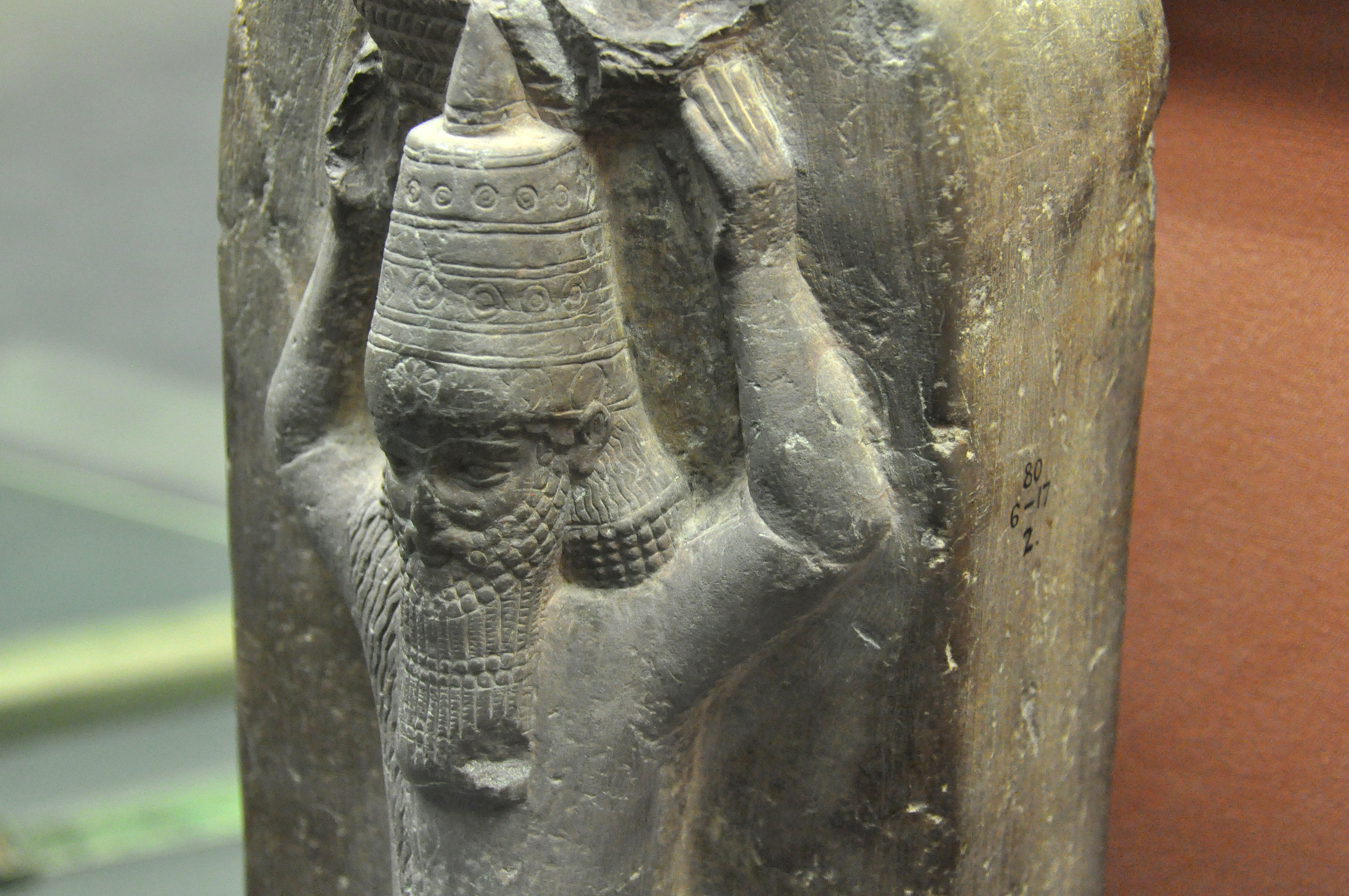
اثر سنگی، آشوربانی‌پال در حال حمل سبد

در منابع گوناگون بین‌النهرین باستان، به سومری و به اکدی، چنین آمده که بابلیان اعتقاد داشتند هدف نوع بشر، خدمت به خدایان بوده است. بنا بر اساطیر، پیش از آفرینش انسان شهرهای بین‌النهرین سفلی، توسط تنها ساکنانش، خدایان، پر شده بود و آنها باید با کارِ خود، خوراک و پوشاک را فراهم می‌کردند. تحت نظارت انلیل، سرور زمین، خدایان خُرد خوراک خدایان را کشت و برداشت می‌کردند، زمین را شخم می‌زدند و طاقت‌فرساتر از همه آنکه زمین را برای ایجاد رود و راه‌آب می‌شکافتند تا زمین را آبیاری کنند (کاملترین بازگویی این اسطوره در بخش نخست آترا-هاسیس آمده است). حتی رودهای دجله و فرات در اثر کار آنها بود. در نهایت، کار بیش از حد توانشان شد و سر به شورش گذاشتند. انکی نخستین تکنولوژی را طراحی کرد تا جایگزین نیروی کاری از گِل ایجاد شود و سپس راهی برای این موجود تازه گذاشت تا خود را تکثیر کند. انسانهای نخستین از رحم «ایزدبانو مادر» به دنیا می‌آیند و سرنوشت نصیبشان می‌شود «برای بدوش گرفتن یوغ، کاری که انلیل بر آنها تحمیل کرده و برای حمل کردن سبد خاک خدایان». این عمل آفرینش اگر لازم باشد می‌تواند تکرار شود (لوح I حماسه گیلگمش و آفرینش انکیدو توسط آرورو).
در شعر آترا-هاسیس یوغ و سبد خاک وسیله حمل از محل حفاری است و نماد باری است که انلیل بر بشریت تحمیل کرده است. اما بار بسیار سنگین‌تر از این است؛ همه کارهایی است که برای پرستاری از خدایان در معابدشان بر روی زمین، باید انجام می‌گرفت: آبیاری زمین، کشت و برداشت محصول و چوپانی رمه تا پختن نانشان، قصابی برایشان و پوشاندن مجسمه‌هایشان. واقعیت نیز همین بود. خدایان اصلی تمدن بابل، در قالب پیکره تجسم می‌یافتند و در خانه‌های مجللی همراه با خانواده الهی‌شان، درباریان و خدمتکاران زندگی می‌کردند. ایدئولوژی بر این مبنا بود که بلافاصله پس از جدایی آسمان از زمین، حاکمان خدایان زمین را بین خدایان اصلی تقسیم و به هر یک شهری و اطرافش را اعطا کرده بودند. گرچه خیلی از شهرها بیش از یک معبد داشت (بابل به‌طور سنتی دارای ۴۳ معبد بود) این عقیده وجود داشت که شهر و اطرافش در اصل به خدای حامی شهر تعلق دارند، خدایی که در تقسیم نخستینِ زمین مالک آن شده و برای بهره‌برداری اوست.

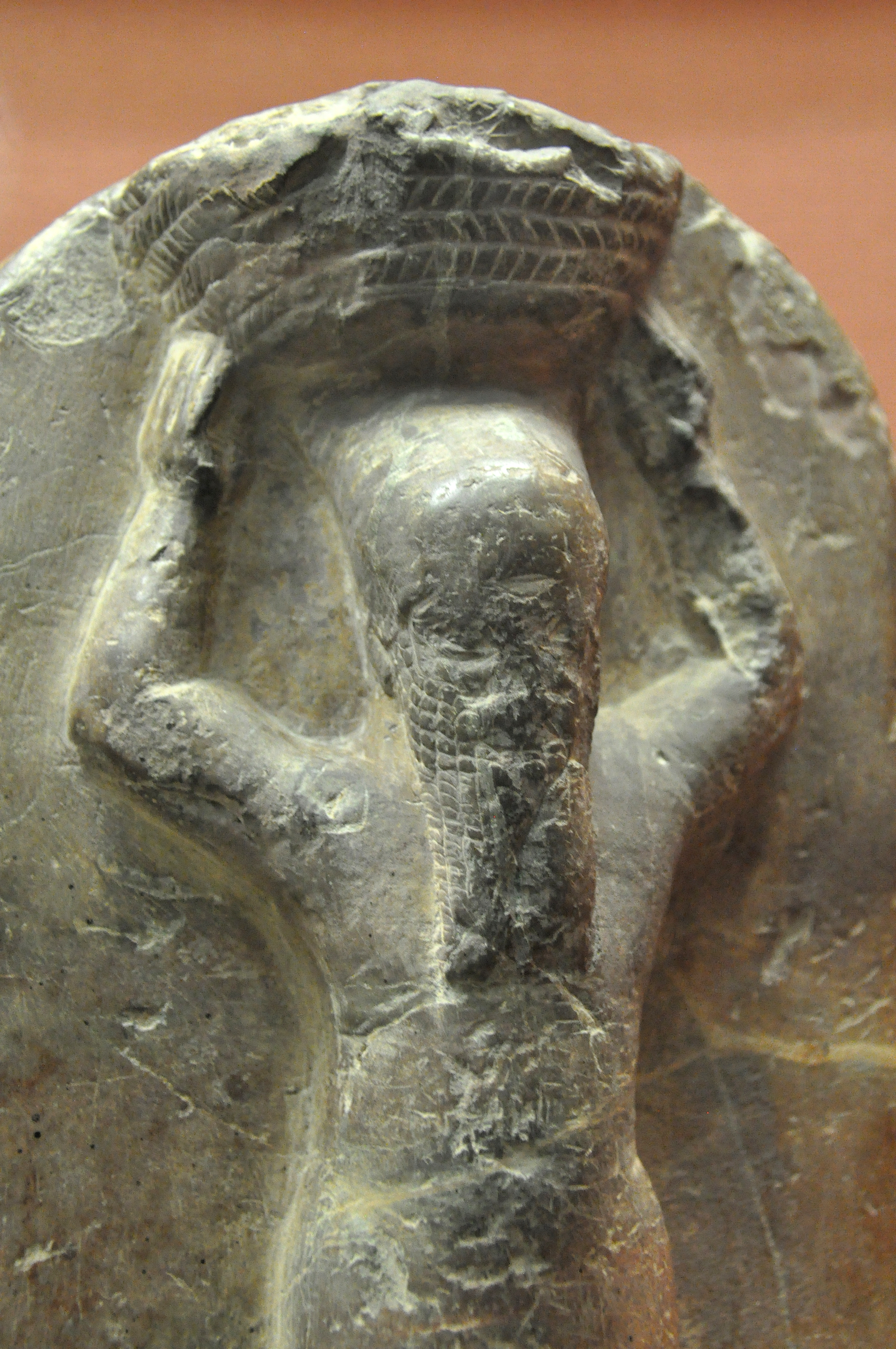
اثر سنگی، شمش-شوم-اوکین در حال حمل سبد

خدای حامی شهر، مجموعه بزرگی در مرکز شهر داشت. معبد اصلی شهر (خانه و در واقع کاخ خدا) محل رسیدگی به امور داخلی خدایان بزرگ بود و در اصل از کاخ‌های پادشاهان الگوبرداری شده بود. در کاخ، از خدا (یا الهه) با مناسک مفصل پرستاری می‌شد. بر اورنگ قرار داده می‌شد، روزانه به او غذا داده می‌شد، پوشاک گرانبها بر تنش می‌شد که بر آن جواهرات دوخته شده‌اند، با موسیقی، رقص و آواز سرگرم می‌گشت. اگر یک خدا بود، زنش مجموعه اتاق‌هایی برای خود داشت که در نزدیک وی بود و تخت‌خواب بزرگی آماده برای خوشی آنها در نکاح فراهم بود. سایر اعضای خانواده، به خصوص پسر بزرگ خانواده، نیز احتمالاً اتاق‌هایی داشتند. خدا به وزیر و مشاوری نیز احتیاج داشت (خدای خُردی که به دنبال امور برود) و علاوه بر آن خدمتکاران که آنان نیز از خرد خدایان بودند.
همگی این خدایان، از کوچک تا بزرگ، مقیم در معبد بودند و برای خود آیینی داشتند: مناسک برای پیشکش‌ها، مناسک برای پرستش با نماز و آواز. معابد بزرگتر تمدن بابل، چندین تالار آیینی و نیز تعداد زیادی زیارتگاه کوچک داشتند. معبد مردوک در بابل دارای بیش از صد زیارتگاه بود. ایدئولوژی این بود که بارگاه الهی در خدمت خداست. واقعیت این بود که نیازهای او با گروهی از پرسنل بشری برآورده می‌شد که در خدمت معبد بودند. به این گروه کاهن می‌گوییم اما همه ماجرا این نبود؛ زیرا معبد بزرگ در حقیقت مرکز فعالیت اقتصادی نیز بود. منطبق بر این عقیده که در روزگاری دور، زمین بین خدایان تقسیم شده است، بسیاری از این معابد انبوهی زمین زراعی در اختیار داشتند که به کشاورزان اجاره داده می‌شد. گله‌های بزرگ گاو، گوسفند و بز نیز همین وضع را داشتند. بعضی از معابد در کار تولید، آموزش کاتب و سایر فعالیت‌های اجتماعی و تجاری نیز بودند. اینگونه معابد نیروی کاری بزرگی در استخدام داشتند که شامل افراد مستقل (قراردادی) می‌شد و نیز افرادی که وابسته بودند (مانند گروهی که به معبد بخشیده شده بودند). در میان این گروه آخر، کسانی بودند که ابزار معاش دیگری نداشتند (بیوه‌ها، یتیمان و سرراهی‌ها) و باید نشانی بر خود می‌داشتند تا جایگاهشان مشخص باشد. مادر گیلگمش در زمانی که انکیدو را به پسری می‌پذیرد، می‌گوید یتیمانی که توسط معبد بزرگ می‌شوند، همتایان متاخر انکیدو (نمونه اعلی سر راهی) در نظر گرفته می‌شوند:
انکیدوی نیرومند، تو از رحم من برنخواستی،

اما از این پس فرزندان تو جزئی از سرسپردگان گیلگمش خواهند بود،

کاهنه‌ها، روسپیان مقدس و زنان معبد.

او نشان‌ها را بر گردن انکیدو آویخت.
اداره املاک، کارگاه‌ها و پرسنل معبد در دست مدیران معبد بود و مسئولیت خدمت به آیین نیز بر عهده آنها بود. شیوه درست و شایسته همین بود؛ غایت بشریت، آنگونه که ائا آفریده، شکافتن زمین، نگاهبانی گله و مشغولیت به هر آنچه بود که برای آسایش و رضایت سروران الهی بشر باشد. زندگانی طولانی این ایدئولوژی (بشر خادم خدایان است)، از حداقل هزاره سوم پیشا دوران مشترک تا آمدن اسلام (مدتها پس از نابودی تمدن بابل)، در سوره ۵۱ قرآن نمایانگر است که مشخصا اعتقاد قدیمی را رد می‌کند. «و جن و انس را نیافریدم جز برای آنکه مرا بپرستند. از آنان هیچ روزی‌ای نمی‌خواهم و نمی‌خواهم که مرا خوراک دهند.»

#### طبقه‌های اجتماعی
ممکن است در آترا-هاسیس توجیه اسطوره‌ای برای بی‌فرزندی قادیشتو و نیز نادیتو و کولماشیتو ارائه شده باشد، اما نمی‌توان قسمت مربوط را به‌طور کامل بازیابی کرد.

### آفرینش انسان
لوح I آترا-هاسیس (به خصوص سطرهای ۱۹۲ تا ۲۴۸) مهم‌ترین تک شاهد دربارهٔ منشأ و طبیعت انسان است. این سطرها واحدی موضوعی و ساختاری هستند. این بخش شامل نخستین مرحله آفرینش انسان است، با درخواست خدایان از الههٔ مادر برای آفرینش انسان آغاز و با دوباره نام‌گذاری الهه توسط خدایان (برای قدردانی از او) پایان می‌یابد. پس از آن، مرحله‌ای دیگر قرار دارد؛ صحنه عوض می‌شود، انکی و الههٔ مادر به «خانه سرنوشت» می‌روند و شکل‌دادن به انسان را ادامه می‌دهند. با خلقت انسان چیزی تغییر نخواهد کرد. الههٔ مادر به نیروی تطهیر انکی نیاز دارد. در تفکر بین‌النهرین، شاهدی نیست که برای خون نیروی جادویی تطهیرکننده در نظر گرفته شده باشد. خدایان می‌خواهند به نصیحت انکی، مقصر اصلی (رهبر شورشیان) را بکشند. با مقایسهٔ انوما الیش، لوح V، سطر ۷۶ می‌توان نتیجه گرفت یادی که باید زنده نگاه داشته شود، در نهایت یاد خدای کشته‌شده است. روح ذکر شده نیز احتمالاً به خدا تعلق دارد که در سوگواری‌اش طبل به صدا در خواهد آمد. این روح احتمالاً منبعی از دانش است.
در آفرینش انسان توسط ائا نقصانی راه یافته است. نقصانی که توجیه‌کننده آن است که چرا چیزی که توسط خدایان برای اهداف خودشان ایجاد شده، با این حال ابزار بسیار ناکاملی است. گِلی را که ائا به عنوان ماده خامِ آفرینش انسان به ایزدبانو مادر می‌دهد، با آمیخته شدن با خون یک خدا جاندار می‌شود.
بگذار یک خدا کشته شود

و خدایان بدین سان پاک گردند.

با گوشت او و با خون او

بگذار «بانوی خدایان» به گل بیامیزد،

تا خدا و انسان

با یکدیگر در گل آمیخته باشند.

در زمان آینده بگذار بشنویم تپش‌های قلبش را،

از گوشت یک خدا بگذار روح ایجاد گردد.(آترا-هاسیس، لوح I، سطرهای ۲۰۸ تا ۲۱۷)
این عنصر الهی در آفرینش انسان، تفاوت آشکار او با حیوان را (خودآگاهی و خرد) روشن می‌کند. به همین سان، زندگی پس از مرگ در عقاید بابلی را توجیه می‌کند. زندگی در قالب شبح یا روح در جهان زیرین که هم در لوح VII حماسه گیلگمش (رؤیای انکیدو در جهان زیرین) و هم در شعر سومری بیلگمس و جهان زیرین گزارش شده است.  اما مشکل در این بود، خدایی که برای فراهم کردن خون اعدام می‌شود، بهترین جنس نبود. در یک سنت، حداقل، او رهبر شورشگران بود. عجیب نیست که انسان می‌تواند سرکش باشد. اوتنپیشتی در لوح XI به زنش می‌گوید «انسان فریبکار است، فریبت خواهد داد.» و گیلگمش این جنبه ناخوشایند از طبیعت بشری را با دروغ گفتن به او حقا تأیید می‌کند.
سرشت ذاتاً سرکش و نافرمان انسان که در این اسطوره آفرینشِ وی خلاصه شده است بر سنتی از تاریخ نخستین انسان نیز اثر گذاشته است. این سنت نخستین بار در چندین ساخته ادبی سومری دیده شده است و در آن، بشریت همانند جانوران در مرتع، در سرزمین پرسه می‌زند، برهنه است اما پر مو، و برای گذران در علف می‌چرد. به روایت بروص، محقق بابلی در قرن چهارم پیشا دوران مشترک که به یونانی آثارش را می‌نوشت، در این مرحله انسان «بدون قوانین و مانند حیوانات وحشی زندگی می‌کرد.» بدون حکومت، شهر و موسسات اجتماعی. آفرینش انکیدو در لوح I حماسه گیلگمش نیز به همین سنت اشاره دارد:
آدمیان را نمی‌شناخت، و نه حتی سرزمینی را،

پوشیده در مو مانند خدای حیوانات،

همراه با آهوان در علف می‌چرید.
سنتی که در آن، انسان آزاد و بی‌قانون پرسه می‌زند و تحت سلطه پادشاهان نیست، به شکل‌گیری اسطوره‌ای کمک کرد. در این اسطوره، پادشاهان به عنوان موجوداتی مجزا در نظر گرفته می‌شدند که کاملاً متفاوت از سایر فانی‌ها (در سیما، توانایی‌ها و وظایف) خلق شده‌اند. متنی که در اینباره بیشترین اطلاعات را می‌دهد، تک لوحی از بابل است که در میانه یا اواخر هزاره اول پیشا دوران مشترک مکتوب شده است (اما نیایش‌های تاج‌گذاری از قرن هفتم آشور بخشی از آن را نقل کرده‌اند و خود متن باید قدیمی‌تر باشد). در این متن ائا و الهه مادر در بین خود از گل انسان را خلق می‌کنند (همانگونه که در شعر آترا-هاسیس و سایر متون اساطیری آمده است). سپس موجودی برتر خلق می‌کنند و ابزار حکومت را در اختیارش می‌گذارند.
ائا دهان به سخن گشود، با بانوی خدایان سخن گفت:

«تو بلت-ایلی هستی، خواهر خدایان بزرگ،

تو انسان را خلق کرده‌ای،

پادشاه را اکنون ایجاد کن، مشاور-مرد را!

پیکرش را نوشین آماده کن،

سیمایش را کامل و اندامش خوش فرم!»

بانوی خدایان پادشاه را ایجاد کرد، مشاور-مرد را!

آنها وظیفهٔ نبرد برای خدایان [بزرگ] را به او سپردند.

آنو تاجش را به او داد، انلیل جایگاهش را به او بخشید،

نرگال سلاحش را به او داد، نینورتا تاج باشکوه به او بخشید؛

بانوی خدایان ویژگیهای (برتری) به او بخشید،

نوسکا مشاوران را گماشت، ایستاده در پیش پایش.
این تصویر از پادشاه به عنوان انسانی با زیبایی مطلق، آماده برای جنگ اما هدایت‌شده با مشاورت الهی، در حماسه گیلگمش نیز حضور دارد (لوح I، در توصیف گیلگمش («بانوی خدایان» در اینجا نیز حضور دارد به همراه نودیمود) و اشتیاق غریزی او به مشاور مورد اعتماد (انتظار در پایان همان لوح I برای انکیدو)).
اسطوره وحشیگریِ نخستینِ انسان در تضاد با سنتی قرار می‌گیرد که در آن، بشریت برای به دست گرفتن ابزاری خلق می‌شود که پیش از آن در اختیار خدایانِ شهرنشین بوده است. اسطوره‌های بسیاری از تمدن‌ها شفاهی است و در اصل گوناگون هستند، پس سنت‌های مختلف در روایت اینکه چگونه چیزها پدید آمدند، بدون مشکل همزیستی می‌کردند. دو فصل اول سفر پیدایش، دو روایت مختلف از آفرینش انسان توسط خدا را دربردارند. طبق اساطیر بابلی، خدایان تمدن بشریت را ایجاد کردند و پادشاهی را از آسمان فرو فرستادند. در این میان، ائا به خصوص نقش مهمی دارد که «هفت فرزانه» را به اریدو و سایر شهرهای نخستین فرستاد و همراهشان همه هنرها و صنایع زندگی شهری را. آنها موجوداتی بودند که در سرآغاز حماسه گیلگمش روایت شده شهر اوروک و دیوار آن را بنیاد گذاشتند: «هفت فرزانه پی‌ریزی‌هایش را بنیاد نریختند؟» برجسته‌ترین در میان این فرزانه‌ها، آداپا (ماهی-مرد) بود که از دریا سر برآورد. حکومت، جامعه و کار پس از آن به انسان‌ها تحمیل شد.

## یادداشت
1. ↑  جمع درست اعداد ۲۴۱٬۲۰۰ است اما در این رونوشت از این نسخه جمع سالهای حکمرانی ۳۸۵٬۲۰۰ آمده است.
2. ↑  سال ۱۵۰۰ تا ۱۰۰۰ پ.م.
3. ↑  سال ۶۰۰ پ.م. تا میلاد مسیح
4. ↑  توضیح کوتاه جرج دربارهٔ نسخه‌ها[۵۸] نکتهٔ مهم جرج دربارهٔ عدم به‌کارگیری مطلق آترا-هاسیس (و اتانا، آداپا، آنزو و نرگال-ارشکیگال) در سیستم آموزشی با وجود محبوبیت آنان[۵۹] توضیح سیستم آموزشی[۶۰]
5. ↑  این سطر استعاره است، به معنای آن است که «وقتی خدایان (مانند) انسان‌ها بودند» (زیرا باید کار می‌کردند). این سطر به آن معنا نیست که واقعاً خدایان انسان بودند بلکه بیشتر به معنای اجبارشان به کار کردن همانند انسان‌ها است. شاعر با آوردن واژه «انسان» (و نه «انسان‌ها») قصد بازی با کلمات «خدا» و «انسان» را داشته است.[۶۱]
6. ↑  پیش از آن که بشریت وجود داشته باشد، خدایان بزرگ (آنونا) کار اجباری را بر خدایان کوچک (ایگیگی) تحمیل کردند. در ترجمه انگلیسی واژه drudgery آمده است که معنای «خر حمالی» هم می‌دهد.[۶۱]
7. ↑  علاوه بر Mami، دو عبارت Belet-ili و Nintu نیز به کار رفته است. او قابله (ماما) است.
8. ↑  فاستر در یادداشت توضیح می‌دهد: «این سخنرانی را به این معنا می‌دانم که یک خدا (Aw-ilu) را بکشید که او «الهام‌بخش» (temu) شورش بوده است، جلادان را تطهیر کنید، اما یک «روح» (etemmu) از خدای مقتول باقی بماند تا بخشی از انسان (awelu) تازه-آفریده باشد. ضربان این روح یادآور ابدی خدای مرده خواهد بود.»[۷۵]
9. ↑  فاستر: آو-ایلو (Aw-ilu) ممکن است بازی با واژه «انسان» (awelu) باشد. در نسخهٔ دیگر، این نام به صورت Alla (Aw-ila?) آمده است.[۷۶]
10. ↑  «ائا» نام دیگر «انکی» است و در این ترجمه بنا به آنکه بخش خاصی با کدام نسخه پر شده باشد، یکی از دو واژه به کار رفته است.[۸۰]
11. ↑  خدای طاعون[۸۰]
12. ↑  انلیل خشمگین است، به نقش ائا در شکست برنامه‌اش پی می‌برد. به قصد نابودی بشر، آماده برای نازل کردن طوفان می‌شود و می‌خواهد ائا را به سوگند برای رازداری وادار کند.[۸۶]
13. ↑  فاستر در یاداشت توضیح می‌دهد: این سخنرانی را به معنای آن می‌دانم که انکی سِیلی از ماهی در سرزمین رها کرد و انسان‌ها را از قحطی‌زدگی نجات داد. احتمالاً در اینجا حُقه و ابهامی در واژگان وجود دارد. انکی قول داد سیلی از ماهی نازل کند و خدایان آن را به معنای از بین رفتن سرزمین دانستند. اما سِیل، آگاهانه بی‌شک، محصولی برای انسان قحطی‌زده شد. این بخش در متن افتاده است.[۸۶]
14. ↑  محور استدلال انکی این است که او برای عدم آگاه کردن انسان سوگند خورده بود اما سوگند نخورده بود تا زندگانی را نابود کند.[۹۵]
15. ↑  بررسی دقیق لمبرت از اسطوره انکی و نینماهو بیان همتایی‌ها با آترا-هاسیس[۱۰۶][۱۰۷]
16. ↑  (پس از بررسی دقیق تفاوت‌های نسخه‌های گوناگون بابلی و آشوری …) این تفاوت‌ها نشانی از تحول چشمگیر یا بازتفسیر با خود ندارند. شباهت‌ها بسیار بیشتر از تفاوت‌ها است. به بیانی دیگر، خوانندهٔ آشوری انوما الیش که با «نسخه آشوری» آترا-هاسیس آشنایی داشت، هیچ مشکلی در تشخیص و درک تلمیح‌ها به آن نداشت، حتی اگر نویسندهٔ انوما الیش به نسخهٔ بابلی تلمیح کرده باشد.[۱۰۸]
17. ↑  علت درگیری در هر دو متن یکی است. در آترا-هاسیس سر و صدای انسان‌ها منجر به آن می‌شود که انلیل تصمیم به نابودی آنها بگیرد. در انوما الیش خدایان جوانترِ پرآشوب، مزاحم استراحت نسل اول خدایان می‌شوند و آپسو را مصمم به نابودی می‌کنند.[۱۱۱]
18. ↑  استفاده از تلمیح برای اشاره به رویداد بدون روایت کردن مستقیم، تکنیکی است که در ایلیاد و مرگ بیلگمس نیز به کار رفته است.[۱۱۳]
19. ↑  کشتن آپسو صحنه‌ای غیر معمول در اساطیر بابلی است. تنها در انوما الیش دیده می‌شود و در تضاد توضیح سنتی چگونه ساکن شدن ائا در آپسو است…(ادامه بررسی دقیق در یادداشت سیزده کتاب)[۱۱۳] علاوه بر این، شخصیت انسان‌انگار شده آپسو نیز مختص به انوما الیش است، در سایر متن‌ها، آپسو بخشی از کیهان است و نه شخصیتی سخنگو.[۱۱۴]
20. ↑  رقابت خانوادگی هابیل و قابیل بر روی زمین و مابین انسان‌ها اتفاق می‌افتد و نه مانند سابق در جهان زیرین (نرگال-ارشکیگال-ایشتار) یا در آسمان (در اسطوره مصری). نمونه دیگرِ جایگزینی آسمان با زمین که صریحتر است در داستان تولد نوح دیده می‌شود که شبیه خلقت بشر در آترا-هاسیس است.[۱۵۶]
21. ↑  توضیح مهم دمراش دربارهٔ تفاوت حماسه‌ها پایان ص۱۶۹ تا پایان پاراگراف اول ص۱۷۰
22. ↑  کتاب دوم جرج، «حماسهٔ گیلگمش خارج از سنت خط میخی» (خضر)، ص۶۶ تا ۷۰؛ ص۵۸ پانویس ۱۵۱ ارجاع به M. G. Morony, Iraq after the Muslim Conquest ص۳۸۴ تا ۴۰۰ برای دوره ساسانی و اوایل بین‌النهرین اسلامی؛ پانویس ۱۵۲ در همان ص۵۸ برای کتابشناسی تأثیر دین بابلی و آشوری بر یهودیت، مسیحیت شرقی، گنوستیسم و اسلام.
23. ↑  کتاب سوم فاستر؛ بررسی آترا-هاسیس (مقدمه ص۲۲۷ تا ۲۲۹؛ متن ص۲۲۹ تا ۲۵۳ (لوح III ص۲۴۷ تا ۲۵۳)) و نسخه‌ها (بابلی میانه: نیپور ص۲۵۴ و اوگاریت ص۲۵۵؛ بابلی متاخر ص۲۵۶ تا ۲۶۶ (بر شش لوح))؛ آشوری متاخر (همان نسخه متفاوت) ص۲۶۸ ۲۷۷)
24. ↑  کتاب سوم فاستر؛ تکرار ص۱۵؛ آگوشایا، انوما الیش ص۲۰؛ خلاقیت ص۲۱؛ بینامتنی ص۲۵؛ باز هم تکرار ص۳۰ و ۳۱؛ تصویر ص۳۲؛ دانش ص۳۳
25. ↑  با وجود آنکه متن به زبان اکدی است نام سومری این خدا به کار رفته است.[۱۶۶]
26. ↑  سه هزار پ.م.
27. ↑  نام انکیدو به معنای «خداوندگار جایگاه دلپذیر» است. در سنت بابلی، مردی وحشی است که خدایان برای همتایی با گیلگمش می‌آفرینند و در سنت سومری خدمتکار مورد علاقه او است.[۱۸۱] در حماسهٔ بابلی گیلگمش، مردم اوروک از گیلگمش به خداییان شکایت می‌کنند. آنو سخنان آنان را می‌شنود. از آنجایی که آرورو، الههٔ مادر، انسان را پیش از آن خلق کرده است، برای آفرینش همتای گیلگمش فراخوانده می‌شود تا اوروک آرامش یابد.[۱۸۲] آرورو برای شکل‌دادن به اندیشه آنو فراخوانده می‌شود. او سخنان آنها را می‌شنود و آنچه آنو اندیشیده است را در خود می‌سازد.[۱۸۳] الهه دستانش را می‌شوید و ذره‌ای از گِل را به جهان وحش می‌اندازد. انکیدو خلق می‌شود.[۱۸۴][۱۶۶]
28. ↑  کتاب اول فاستر، ویلیام موران، نیمهٔ ص۱۷۳ تا نیمهٔ ۱۷۴

## واژگان
1. ↑  Apkallu
2. ↑  Alalgar
3. ↑  Eridu Genesis
4. ↑  Anunna
5. ↑  Igigi
6. ↑  Nintu
7. ↑  Wilfred G. Lambert

## برای مطالعهٔ بیشتر
- Best, Robert M. 1999. Noah's Ark and the Ziusudra Epic. Eisenbrauns..
- Bottéro, Jean. Ancestor of the West: Writing, Reasoning, and Religion in Mesopotamia, Elam, and Greece. University of Chicago Press 2000.
- Burkert, Walter. 1992. The Orientalizing Revolution: Near Eastern Influence on Greek Culture in the Early Archaic Age. Harvard University Press
- Green, Margaret Whitney. 1975. "Eridu in Sumerian Literature" (PhD dissertation). University of Chicago.
- Laessoe, Q. 1956. “The Atrahasis Epic: A Babylonian History of Mankind. ” Bibliotheca Orientalis 13:90–102. ISSN 0006-1913
- Lambert, Wilfred G. , and Alan R. Millard. 1965. Cuneiform Texts from Babylonian Tablets in the British Museum. London.
- Lambert, Wilfred G. , and Alan R. Millard. 1999 [1969]. Atrahasis: The Babylonian Story of the Flood. London: Eisenbrauns.
- Tigay, Jeffrey H. 1982. The Evolution of the Gilgamesh Epic. Philadelphia: University of Pennsylvania Press.
- Hallo, William W.; Younger Jr., K. Lawson (2000). The Context of Scripture, Volume Two: Monumental Inscriptions from the Biblical World. Netherlands: Brill. ISBN 90-04-10619-7.
- Hallo, William W.; Younger Jr., K. Lawson (2002). The Context of Scripture, Volume Three: Archival Documents from the Biblical World. Netherlands: Brill. ISBN 90-04-10620-0.
- Younger Jr., K. Lawson (2017). The Context of Scripture, Volume Four: Supplements. Netherlands: Brill.